# Felix Mendelssohn Bartholdy

Felix Mendelssohn Bartholdy, Gemälde von Eduard Magnus, 1846

Jakob Ludwig Felix Mendelssohn Bartholdy (oft auch nur Felix Mendelssohn genannt; * 3. Februar 1809 in Hamburg; † 4. November 1847 in Leipzig) war ein deutscher Komponist, Pianist und Organist. Er zählt zu den bedeutendsten Musikern der Romantik und setzte als Dirigent Maßstäbe, die das Dirigieren bis heute prägen.
Daneben setzte sich Mendelssohn Bartholdy für die Aufführung von Werken Händels und Johann Sebastian Bachs ein. Damit trug er wesentlich zu ihrer Wiederentdeckung und zur Herausbildung eines Verständnisses für die „klassische“ Epoche der deutschen Musik bei. Er gilt als Mitbegründer der historischen Musikpflege und gründete das erste Konservatorium in Deutschland.

## Leben

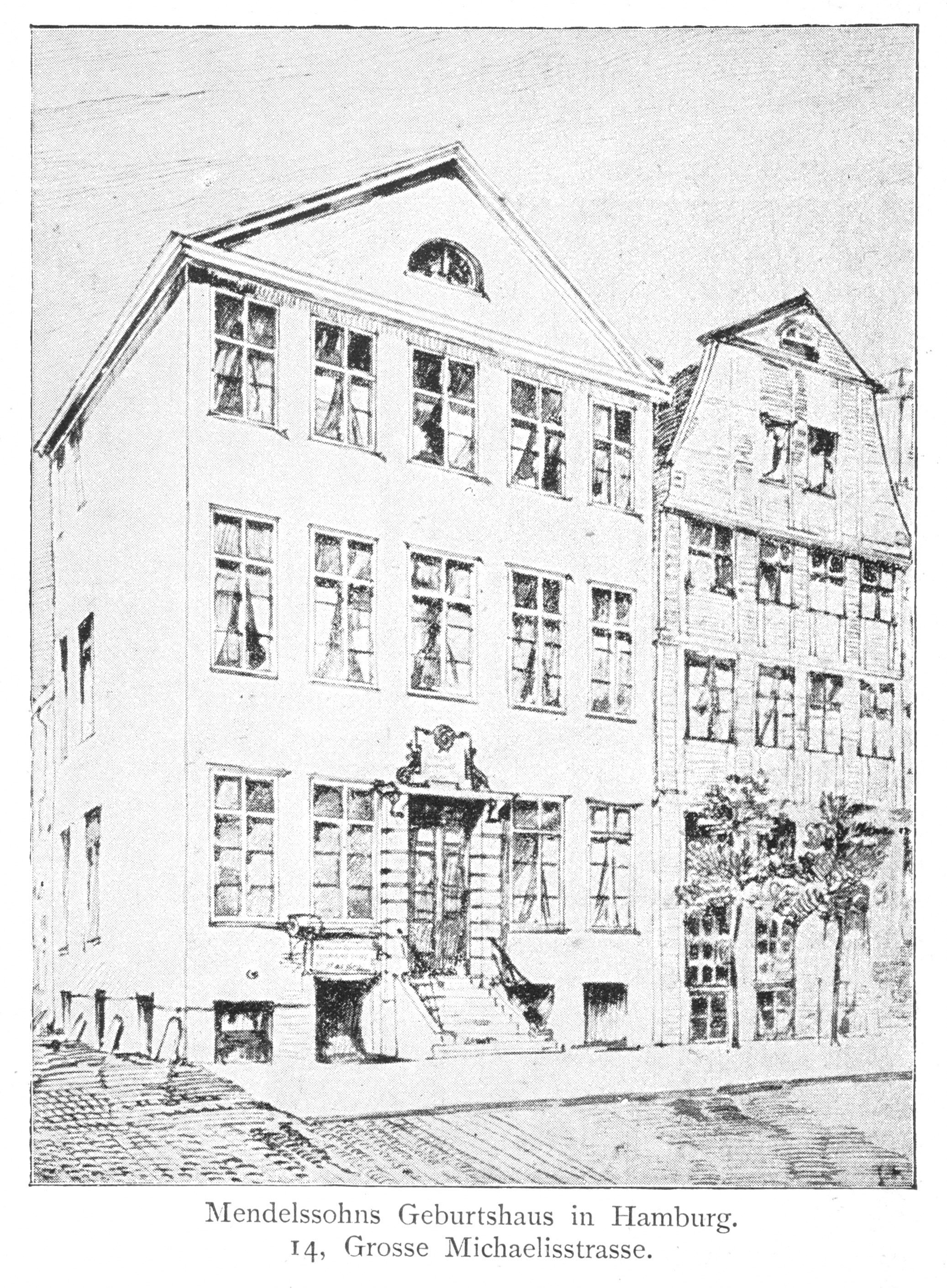
Geburtshaus in Hamburg, Große Michaelisstraße 14 Ecke Erste Brunnenstraße, um 1900

Felix Mendelssohn Bartholdy entstammte der angesehenen und wohlhabenden bürgerlichen jüdischen Familie Mendelssohn. Väterlicherseits war er ein Enkel des bedeutenden Philosophen Moses Mendelssohn. Sein Vater Abraham trat nach einer Bankkaufmannslehre 1804 als Kompagnon in die Bank seines älteren Bruders Joseph ein. Seine Mutter Lea, geborene Salomon, kam aus einer Fabrikantenfamilie. Nach der Heirat 1804 zogen Abraham und Lea Mendelssohn von Berlin nach Hamburg. 1805 wurde Felix’ musikalisch begabte Schwester Fanny (ab 1829 Fanny Hensel) geboren. Nach Felix (1809) folgten als weitere Geschwister 1811 Rebecka (sie heiratete 1831 den Mathematiker Dirichlet) und 1812 Paul Mendelssohn.
Alle Kinder Abraham Mendelssohns wurden christlich erzogen und am 21. März 1816 von Johann Jakob Stägemann (1760–1820), einem der lutherischen Prediger der Jerusalemkirche, in einer Haustaufe lutherisch getauft. Bei dieser Gelegenheit erhielt Felix seine Taufnamen Jakob und Ludwig. Taufpaten für Felix Mendelssohn und seine Geschwister Fanny, Rebecka und Paul waren der Justiz-Commissarius Carl Ludwig Ferdinand Heinsius und der Regierungs-Conducteur Carl Philipp Stägemann, Sohn des Predigers Stägemann. Darüber hinaus wurde dem Familiennamen der „christliche“ Name Bartholdy beigefügt, den Leas Bruder Jakob Salomon, der preußische Gesandte in Rom, bei seiner Taufe nach dem Namen des Vorbesitzers eines Gartens der Familie angenommen hatte. Abraham und Lea Mendelssohn Bartholdy konvertierten schließlich 1822 zum Christentum. Felix wurde 1825 in der Berliner Parochialkirche konfirmiert.

### Kindheit (1809–1824)

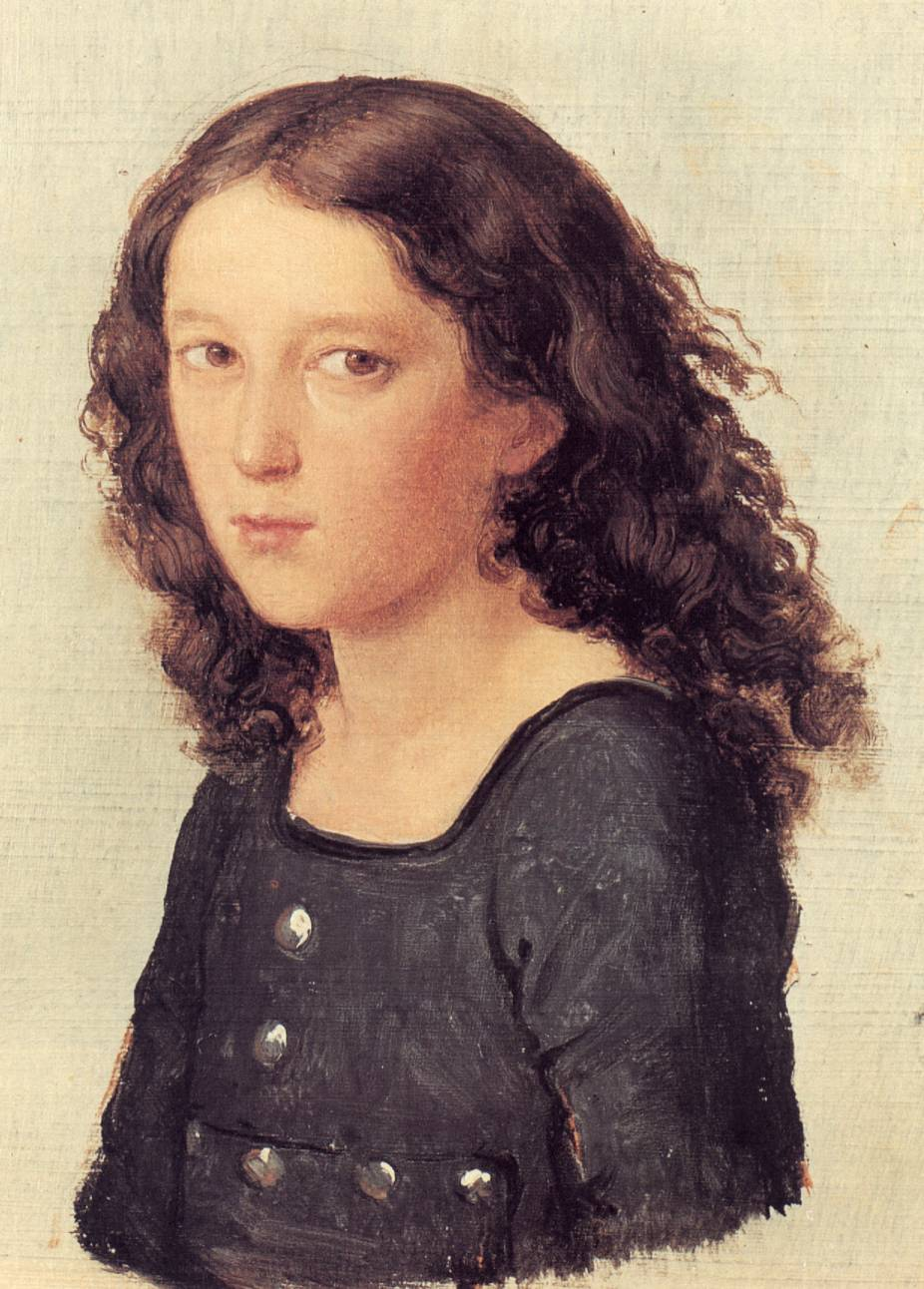
Felix Mendelssohn Bartholdy im Alter von 12 Jahren, Ölskizze von Carl Joseph Begas, 1821

Wegen der französischen Besetzung Hamburgs zog die Familie 1811 nach Berlin, wo die verwitwete Großmutter lebte. Hier erhielten Felix und Fanny den ersten Musikunterricht von ihrer Mutter Lea, die in einer unmittelbaren Bach-Tradition stand, da deren Mutter Bella Salomon, geborene Itzig, Schülerin des Bach-Schülers Kirnberger gewesen war. Auch die Großtante der beiden Kinder, Sara Levy, ebenfalls Tochter des Berliner Hoffaktors Daniel Itzig, der 1791 als erster preußischer Jude von Friedrich Wilhelm II. das Naturalisationspatent erhielt, vermittelte als Schülerin Carl Philipp Emanuel Bachs und Gönnerin Wilhelm Friedemann Bachs diese Tradition. Die nächste Lehrerin von Felix und Fanny war Marie Bigot während eines vorübergehenden Aufenthalts in Paris 1816. Nach der Rückkehr nach Berlin erhielten sie Unterricht in Komposition bei Carl Friedrich Zelter, in Klavier bei Ludwig Berger und auf der Violine bei Carl Wilhelm Henning; ihre allgemeine Ausbildung erhielten sie von Karl Wilhelm Ludwig Heyse, dem Vater des Schriftstellers Paul Heyse.
In der Öffentlichkeit trat Felix erstmals am 24. Oktober 1818 als Neunjähriger auf, wobei er den Klavierpart in einem Klaviertrio von Joseph Woelfl übernahm. Im April 1819 trat er als Altsänger in die Sing-Akademie zu Berlin ein, wo er unter Zelters Leitung ältere Kirchenmusik studierte. 1820 begann er mit außergewöhnlicher Schnelligkeit zu komponieren. Allein in jenem Jahr schrieb er fast 60 Werke, darunter Lieder, Klaviersonaten, ein Klaviertrio, eine Sonate für Violine und Klavier, Orgelstücke und sogar ein kleines dramatisches Stück in drei Szenen. 1821 schuf er unter anderem fünf dreisätzige Streichersinfonien, vierstimmige Motetten, die einaktigen Singspiele Soldatenliebschaft und Die beiden Pädagogen sowie Teile des Singspiels Die wandernden Komödianten.
1821 besuchte Mendelssohn als Zwölfjähriger zusammen mit Carl Friedrich Zelter erstmals Goethe, bei dem er 16 Tage in Weimar verbrachte. Ebenfalls in das Jahr 1821 fällt seine erste Bekanntschaft mit Carl Maria von Weber, der in Berlin die Aufführung des Freischütz leitete. 1822 traf er in Kassel Ludwig Spohr und in Frankfurt Johann Nepomuk Schelble, mit dem er lebenslang befreundet blieb. Während dieses Jahres war er noch produktiver und schrieb unter anderem die Oper Die beiden Neffen oder der Onkel aus Boston und ein Klavierkonzert, das er in einem Konzert Anna Milders vortrug.
In der Familie Mendelssohn war es lange Brauch gewesen, am Sonntagmorgen im Speisezimmer mit einem kleinen Ensemble musikalische Aufführungen zu geben, ab etwa 1822 mit professionellen Musikern aus der königlichen Hofkapelle. Felix leitete immer das Orchester und schrieb neue Werke für diese Gelegenheiten. Er selbst spielte Klavier oder überließ es Fanny, während seine Schwester Rebecca sang und sein Bruder Paul Violoncello spielte. Auf diese Weise wurde Die beiden Neffen an seinem fünfzehnten Geburtstag 1824 erstmals privat aufgeführt. Zwischen dem 3. und 31. März 1824 komponierte er seine erste Sinfonie c-Moll (op. 11), bald darauf das Klavierquartett h-Moll (op. 3) und das (postum veröffentlichte) Klaviersextett (op. 110). Ebenfalls zu dieser Zeit begann seine lebenslange Freundschaft mit Ignaz Moscheles.

### Jugend (1825–1829)
1825 nahm Abraham Mendelssohn Felix mit nach Paris, wo dieser unter anderem zwei der berühmtesten dramatischen Komponisten der Zeit traf: Gioachino Rossini und Giacomo Meyerbeer. Bei der Gelegenheit kam er auch erstmals mit Luigi Cherubini zusammen, der eine hohe Meinung von seinem Talent ausdrückte und ihn für die Komposition eines Kyrie zu fünf Stimmen mit voller Orchesterbegleitung empfahl. Aus Briefen aus dieser Zeit ist bekannt, dass Felix die französische Schule der Musik wenig schätzte; aber er ging einige Freundschaften in Paris ein und frischte sie bei späteren Gelegenheiten auf.
Felix kehrte mit seinem Vater im Mai 1825 nach Berlin zurück und unterbrach seine Reise für einen zweiten Besuch bei Goethe, in dessen Haus er sein Quartett in h-Moll vorführte, das Goethe gewidmet war und für das er viel Beifall erhielt. Am 10. August 1825 vollendete er die zweiaktige Oper Die Hochzeit des Camacho.

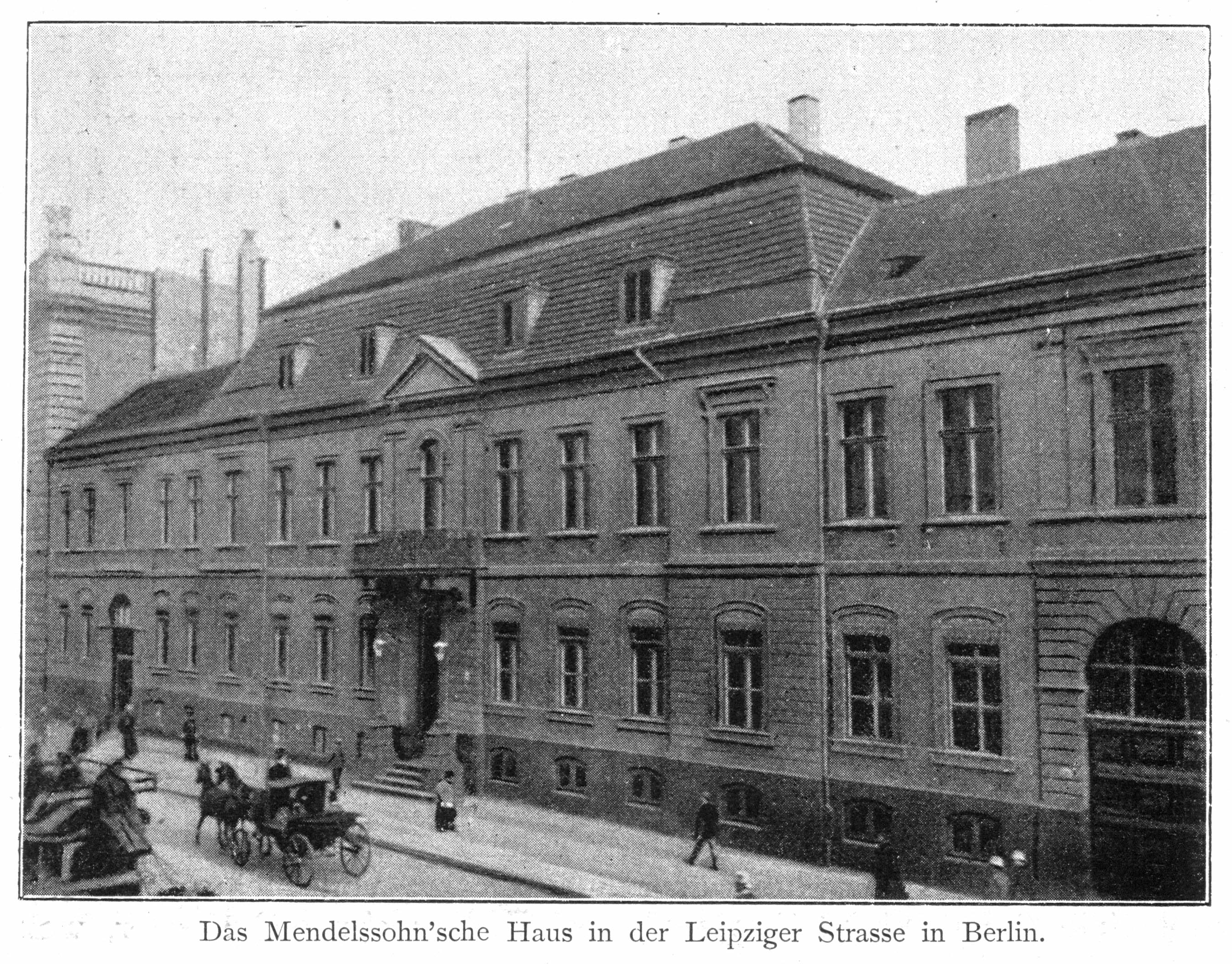
Palais Groeben, Mendelssohns Wohnhaus in Berlin, Leipziger Straße 3

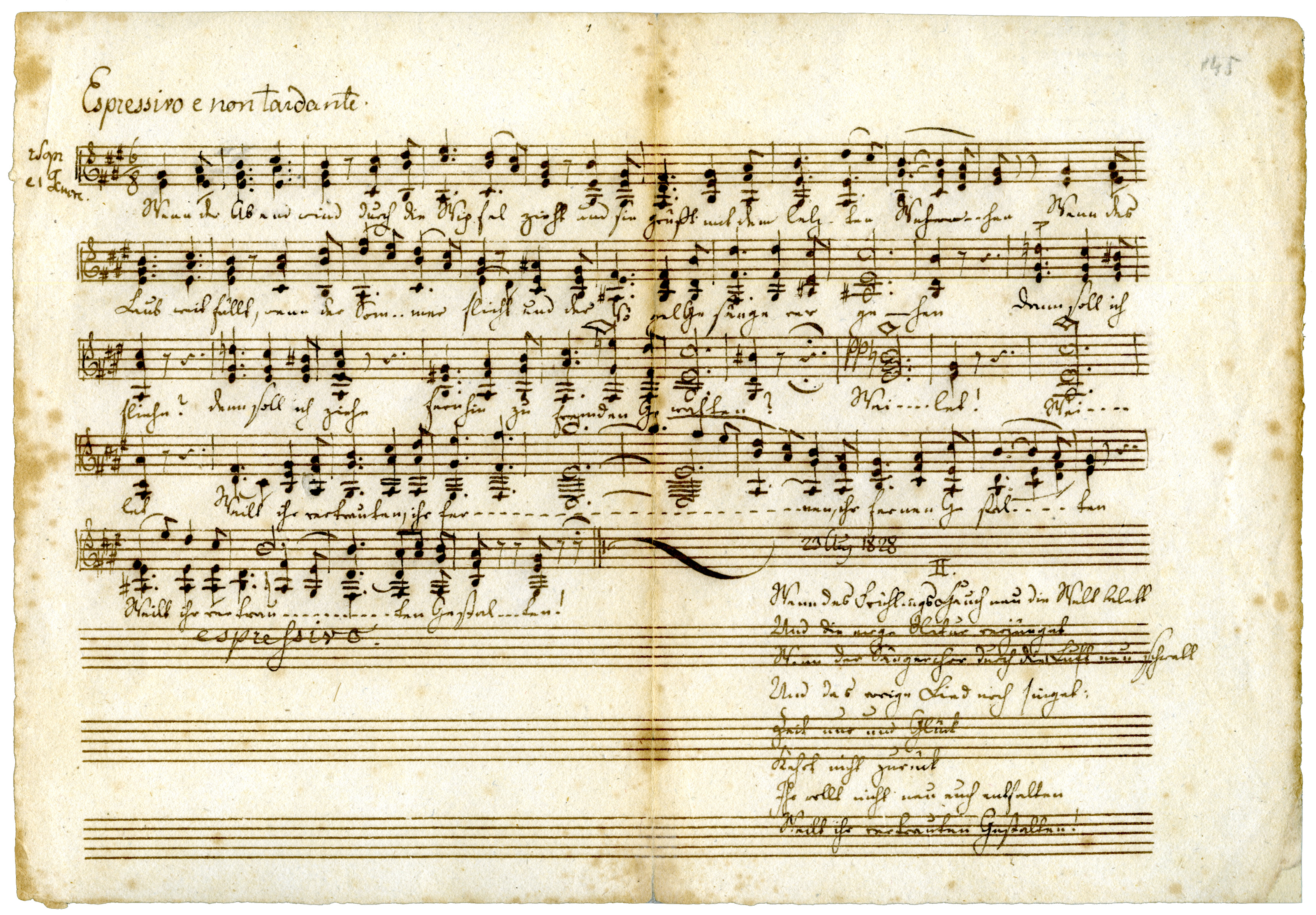
Autograph des dreistimmigen Liedes Wenn der Abendwind durch die Wipfel zieht, 1828

Bald nach der Rückkehr aus Paris zog Abraham Mendelssohn 1825 in die Leipziger Straße 3 – dort befindet sich heute das Bundesratsgebäude im ehemaligen Sitz des Preußischen Herrenhauses – in ein geräumiges, altmodisches Haus mit einem hervorragenden Musikzimmer und einem Gartenhaus, in dem bei den sonntäglichen Konzerten mehrere hundert Personen zuhören konnten. Im Herbst 1826 kam es hier zur ersten Aufführung der Sommernachtstraum-Ouvertüre. Die Partitur dieser Komposition ist mit „Berlin, 6. August 1826“ datiert; Mendelssohn war zu dem Zeitpunkt also siebzehneinhalb Jahre alt. Öffentlich dirigierte er die Ouvertüre erstmals in Stettin im Februar 1827.
Er studierte auch an der Universität von Berlin, wo er unter anderem bei Hegel hörte.
Inzwischen war Camachos Hochzeit im Hinblick auf eine mögliche Aufführung an der Oper dem berühmten Spontini gegeben worden. Das Libretto, das auf einer Episode im Don Quixote basiert, war von Karl Klingemann (1798–1862) geschrieben worden, und Mendelssohn hatte sich mit einer klaren Wahrnehmung des besonderen Humors der Vorlage in die Romanze hineinversetzt. Das Werk wurde bald nach der Rückkehr des Komponisten aus Stettin geprobt und am 29. April 1827 uraufgeführt. Es wurde anscheinend begeistert aufgenommen, aber wegen einer Intrige kam es nicht zu einer zweiten Aufführung. Mendelssohn selbst fühlte die (inzwischen 20 Monate alte) Oper seiner künstlerischen Entwicklung nicht angemessen und meinte, dass er sich in der Instrumentalmusik seinen eigenen Weg schon gebahnt habe. Er komponierte fortan keine Oper mehr.
Mendelssohn gründete einen Chor zum Studium der Chorwerke Johann Sebastian Bachs (der große Thomaskantor war damals der Öffentlichkeit nahezu unbekannt); bereits 1823 hatte er von seiner Großmutter Bella Salomon eine Abschrift der Matthäus-Passion nach dem Autograph Pölchaus geschenkt bekommen. Vor allem Carl Friedrich Zelter hatte Mendelssohn das bachsche Opus mit seinem Unterricht und der Probenarbeit in der Sing-Akademie zu Berlin nahegebracht. Gemeinsam mit Eduard Devrient setzte Mendelssohn gegen Zelters anfänglichen Widerstand 1829 bei der Sing-Akademie eine öffentliche Aufführung der gekürzten und für diesen Anlass bearbeiteten Matthäus-Passion unter seiner Leitung durch, mit einem 158-köpfigen Sing-Akademie-Chor. Es war die erste Wiederaufführung der Passion seit Bachs Tod. Heinrich Heine, Georg Wilhelm Hegel und Friedrich Schleiermacher wohnten dieser Aufführung bei. Zelter hatte früher schon mit der Sing-Akademie einzelne Teile der Passion einstudiert, hatte eine Gesamtaufführung jedoch für undurchführbar gehalten. Die Aufführung war so erfolgreich, dass sie noch zweimal wiederholt werden musste. Die dritte Aufführung leitete Zelter, da Mendelssohn inzwischen nach England abgereist war. Nach neueren Erkenntnissen aus der Analyse der Aufführungspartitur handelte es sich keineswegs um eine „stark romantisierende“ Aufführung. Allerdings strich Mendelssohn einige Rezitative, Choräle und Arien, um Ausführende und Publikum nicht zu überfordern. Auch mussten einige Instrumente umbesetzt werden, die nicht zur Verfügung standen: Mendelssohn selbst spielte den Basso continuo auf dem Hammerflügel, die Oboen d’amore wurden durch Klarinetten, die Oboen da caccia durch Violinen ersetzt. Devrient sang die Partie des Jesus. Der Flügel des Berliner Instrumentenbauers Johann Christoph Oesterlein, der Carl Friedrich Zelter gehörte und von dem aus Felix Mendelssohn Bartholdy vermutlich die Aufführungen der Matthäus-Passion leitete, befindet sich noch heute als Dauerleihgabe der Sing-Akademie zu Berlin im Berliner Musikinstrumentenmuseum.

### Erste Konzertreisen (1829–1832)

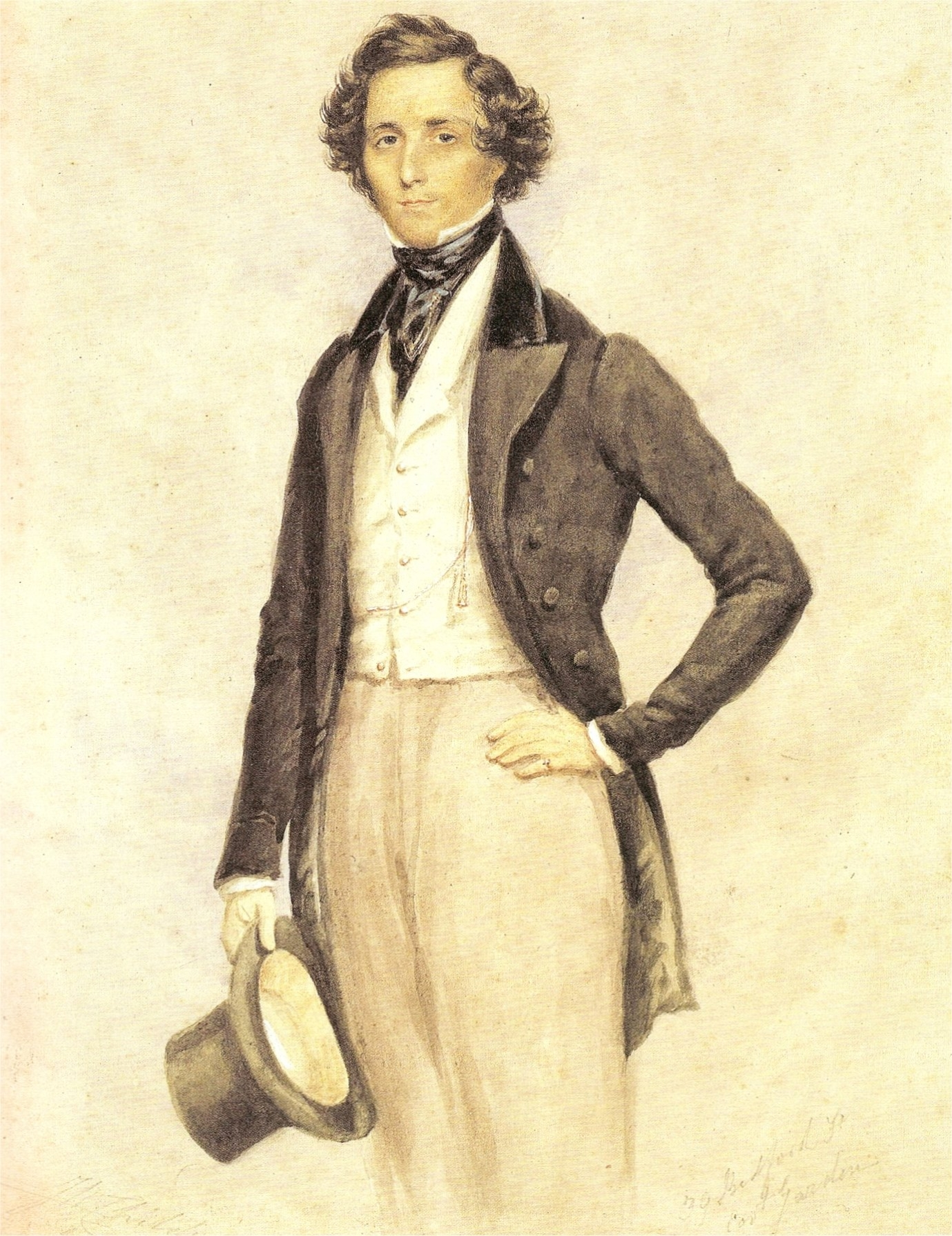
Felix Mendelssohn Bartholdy, Aquarell von James Warren Childe, 1830

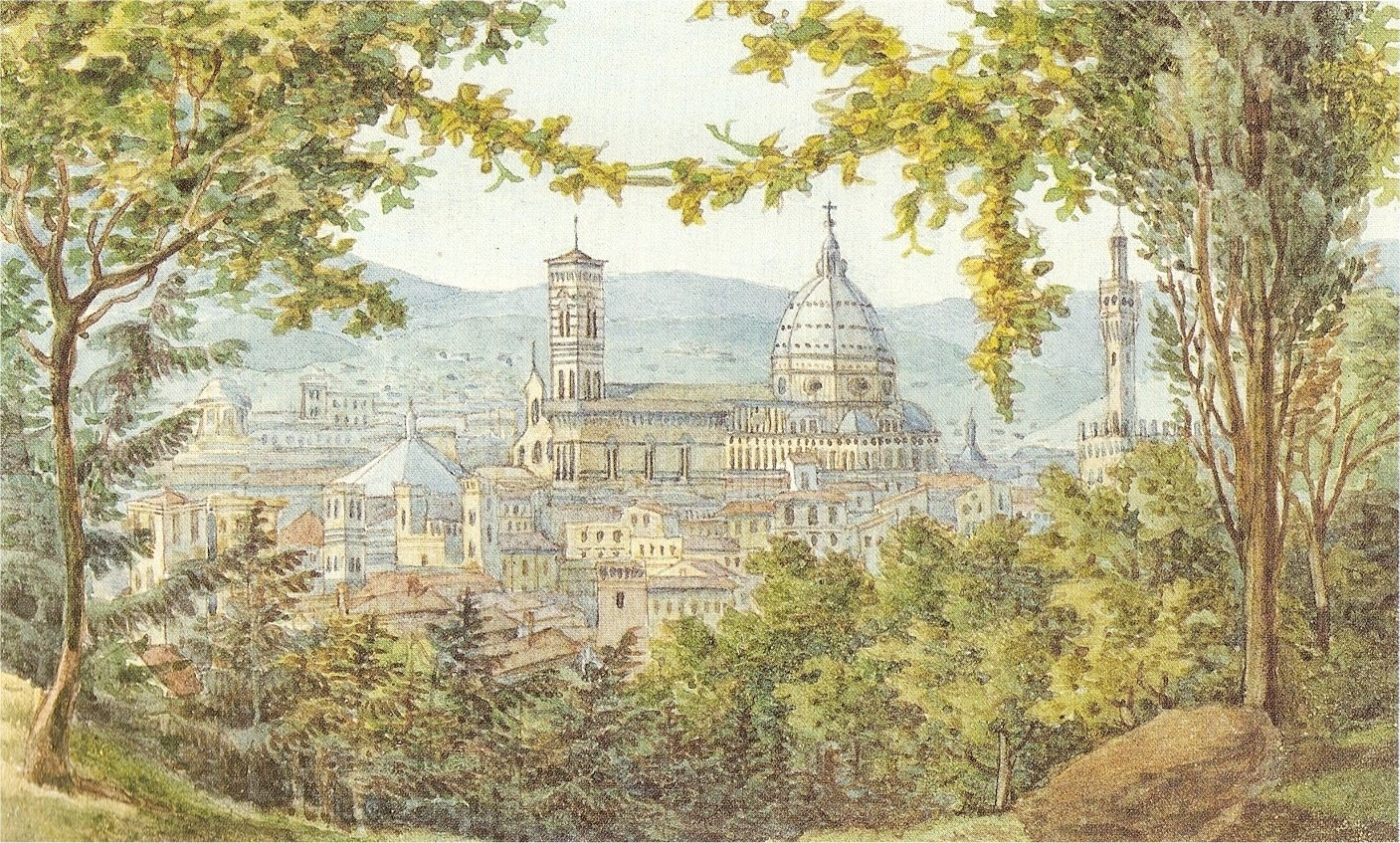
Florenz: ein Aquarell des 21-jährigen Felix Mendelssohn Bartholdy, 1830

Im April 1829 reiste Mendelssohn erstmals nach London und wurde enthusiastisch aufgenommen. Seinen ersten Auftritt vor englischem Publikum hatte er bei einem der Konzerte der Philharmonic Society, bei dem er am 25. Mai seine Sinfonie c-Moll vom Klavier aus dirigierte. Am 30. spielte er auswendig Webers Konzertstück, am 25. Juni Beethovens Klavierkonzert Es-Dur (das vorher noch nicht in England aufgeführt worden war) und erstmals die Sommernachtstraum-Ouvertüre. Bei der Rückkehr vom Konzert nach Hause wurde die Partitur der Ouvertüre in einer Droschke liegen gelassen, woraufhin Mendelssohn sie aus der Erinnerung ohne Fehler noch einmal zu Papier brachte. Bei einem weiteren Konzert spielte er mit Moscheles sein noch unveröffentlichtes Konzert in E-Dur für zwei Klaviere und Orchester.
Nach dem Abschluss der Saison reiste Mendelssohn mit Klingemann durch Schottland, wo er auf der Insel Staffa durch die Fingalshöhle zu seiner Hebriden-Ouvertüre und der Schottischen Sinfonie inspiriert wurde. Ende November kehrte er nach Berlin zurück.
Der Besuch in England bildete den ersten Teil eines umfassenden, vom Vater geplanten Reiseprogramms, das ihn in alle wichtigen Kunstzentren Europas führte. Nachdem er eine Professur in Berlin abgelehnt hatte, machte er sich im Mai 1830 nach Italien auf, pausierte auf dem Weg für zwei Wochen in Weimar bei Goethe und erreichte nach einigen Zwischenstationen am 1. November Rom. In Rom lernte er im März 1831 den französischen Komponisten Hector Berlioz kennen und freundete sich mit diesem an. Aus Briefen von Berlioz geht hervor, wie gewaltig ihm Mendelssohn als Mensch und Künstler imponierte.
Als er während seiner Rückkehr im Oktober 1831 durch München kam, komponierte und dirigierte er sein Klavierkonzert g-Moll und nahm einen (nie erfüllten) Auftrag für eine Oper am Münchner Theater an. Nachdem er in Stuttgart, Frankfurt am Main und Düsseldorf Halt gemacht hatte, kam er am 9. Dezember nach Paris, wo er sich diesmal bis zum 20. April 1832 aufhielt. Er wohnte zunächst bei dem befreundeten Bankier Auguste Léo, frischte die alten Bekanntschaften von 1825 wieder auf und hatte engen Kontakt mit Liszt und Chopin. Am 19. Februar 1832 wurde die Sommernachtstraum-Ouvertüre am Conservatoire gespielt und viele seiner anderen Kompositionen der Öffentlichkeit vorgestellt. Mit einigen davon erlitt er aber auch Enttäuschungen, so mit der Reformationssinfonie. Die Reise kam durch eine Cholera-Infektion im März zu einem vorzeitigen Ende; er erholte sich aber rasch.
Am 23. April 1832 war er wieder in London, wo er bei den Philharmonic Concerts zweimal sein Klavierkonzert g-Moll gab, an der Orgel in der St Paul’s Cathedral spielte und den ersten Band seiner Lieder ohne Worte veröffentlichte. Er kehrte im Juli nach Berlin zurück und führte im Winter seine Reformationssinfonie, sein Konzert g-Moll und seine Walpurgisnacht öffentlich auf.

### Berlin, Düsseldorf und Frankfurt (1832–1835)

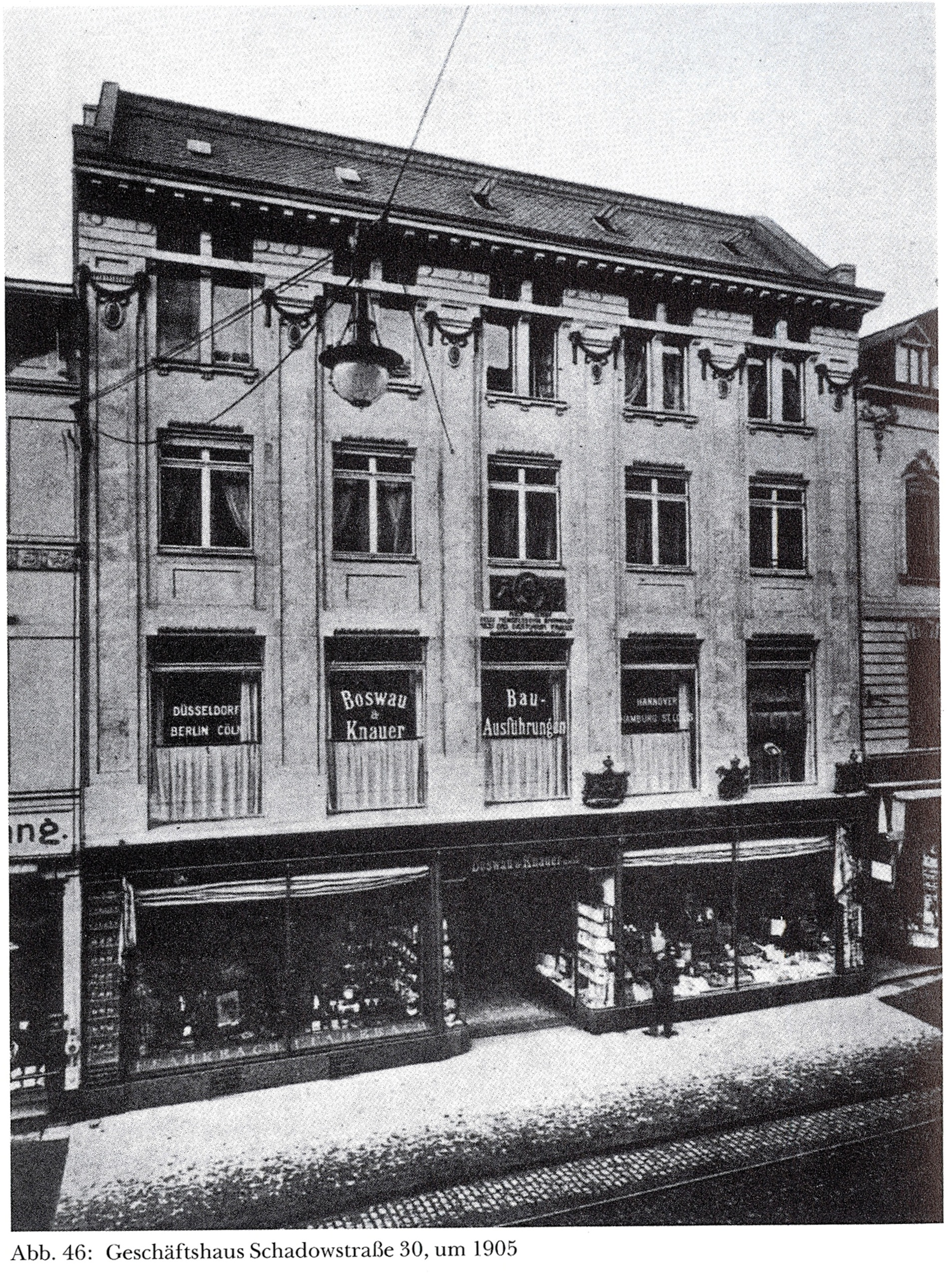
Mendelssohn-Haus Schadowstraße 30 in Düsseldorf, Foto um 1905

Felix Mendelssohn wollte in den nächsten Jahren keine feste, bindende Stellung annehmen. Auf Drängen seines Vaters bewarb er sich trotzdem auf die durch den Tod Zelters freigewordene Position des Direktors der Sing-Akademie zu Berlin. Bei der Abstimmung der Mitglieder unterlag er aber dem langjährigen Vizedirektor Carl Friedrich Rungenhagen, wobei laut seinem Freund Eduard Devrient Antisemitismus eine Rolle gespielt haben soll. Für die Entscheidung, Berlin für Jahre zu verlassen, mag die Enttäuschung über die Nichtwahl, trotz der Beziehungen der gesamten Familie in die Sing-Akademie hinein und seiner beachtlichen künstlerischen Erfolge mit ihr (Matthäus-Passion), eine nicht unerhebliche Rolle gespielt haben.
Im Frühjahr 1833 stattete er London einen dritten Besuch ab, um seine Italienische Sinfonie zu leiten, die erstmals am 13. Mai von der Philharmonic Society gespielt wurde. Am 26. Mai dirigierte er die Aufführungen beim Niederrheinischen Musikfest in Düsseldorf mit so großem Erfolg, dass ihm sogleich die Ernennung zum Generalmusikdirektor der Stadt angeboten wurde. Das Amt umfasste die Leitung der Musik in den Hauptkirchen, am Theater und in den Räumen zweier musikalischer Vereinigungen.
Bevor er diese neue Verpflichtung antrat, ging er abermals mit seinem Vater nach London und kehrte am 27. September 1833 nach Düsseldorf zurück. In diese Zeit fällt auch die Komposition des Vespergesangs, der aber erst posthum aus seinem Nachlass veröffentlicht wurde. Seine Arbeit machte bei der Kirchenmusik und im Konzertsaal einen guten Eindruck, aber seine Beziehungen zum Management des Theaters, das er gemeinsam mit Karl Immermann leiten sollte, waren wenig erfreulich. Vielleicht wegen dieser Umstände begann er, sich von der Oper ab- und mehr der Kirchenmusik zuzuwenden.
Mendelssohn leitete in diesen Jahren auch die Chorvereinigung des Frankfurter Cäcilien-Vereins. Er war diesem Chor und seinem Leiter Johann Nepomuk Schelble seit vielen Jahren sehr verbunden und fühlte sich deshalb verpflichtet, den Proben- und Konzertbetrieb, der seit einer schweren Erkrankung Schelbles darniederlag, baldmöglichst fortzuführen. Auf Ersuchen des Cäcilien-Vereins komponierte er die Ouvertüre Das Märchen von der schönen Melusine und plante einige weitere wichtige Werke. Der Aufenthalt in Frankfurt verhalf Mendelssohn auch zu einer zweiten, freundschaftlichen Begegnung mit dem bedeutenden Opernkomponisten Gioachino Rossini, der dort für einige Tage logierte.
In Düsseldorf entwarf er das Oratorium Paulus nach dem Leben des Apostels Paulus. Seinen Aufenthalt hier empfand er als „ungemein angenehm“ und er hätte sein Amt wahrscheinlich wesentlich länger behalten, wenn ihm nicht die permanente Leitung der Gewandhauskonzerte in Leipzig angeboten worden wäre, die ihn in eine der höchsten Stellungen brachte, die man damals in der deutschen Musikwelt erreichen konnte.

### Leipzig (1835–1841)

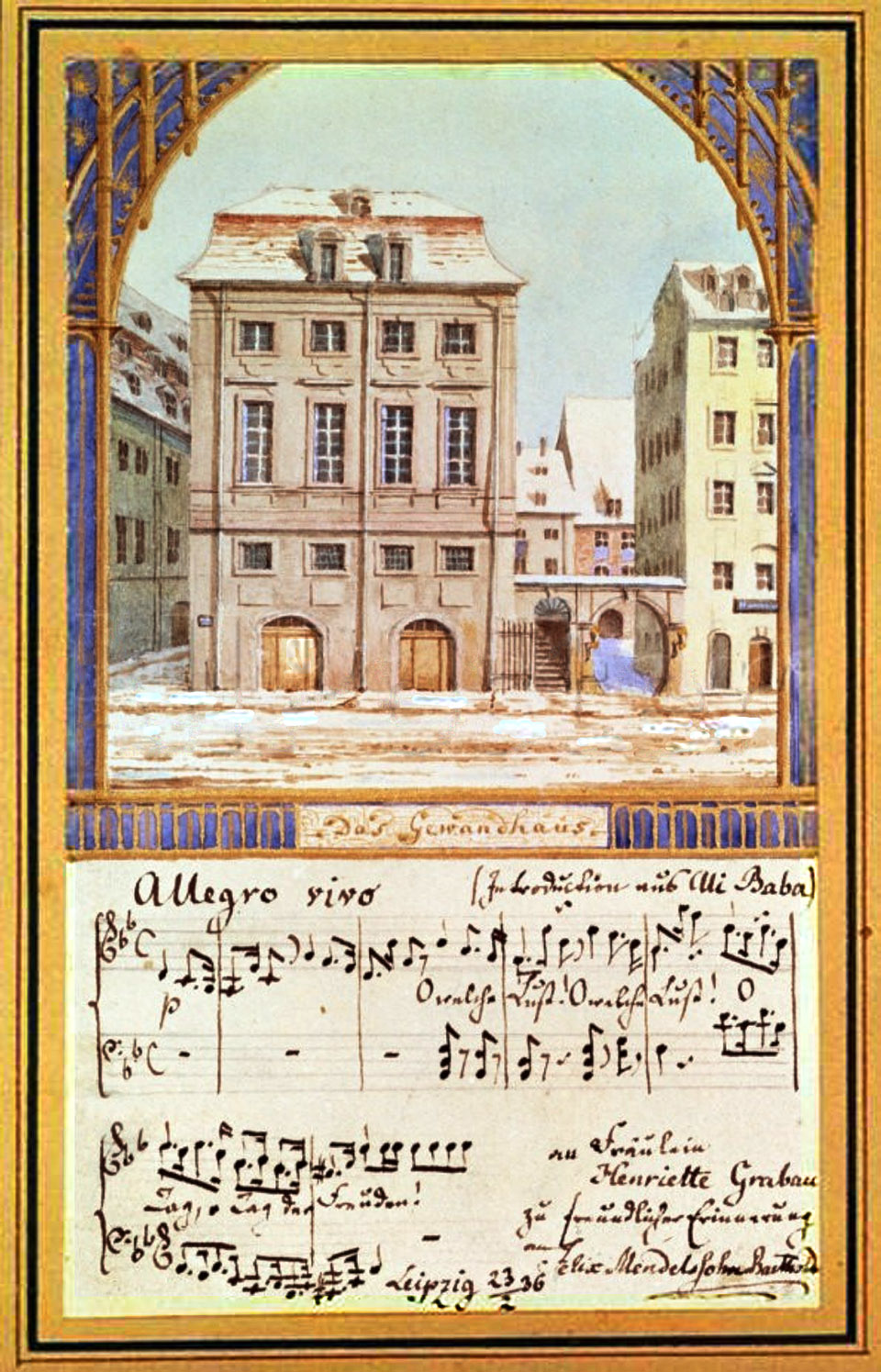
Das alte Gewandhaus mit Noten aus der bei Mendelssohns Antrittskonzert am 4. Oktober 1835 aufgeführten Oper Ali-Baba oder Die vierzig Räuber von Luigi Cherubini, Aquarell von Felix Mendelssohn Bartholdy (1836), der Sängerin Henriette Grabau gewidmet

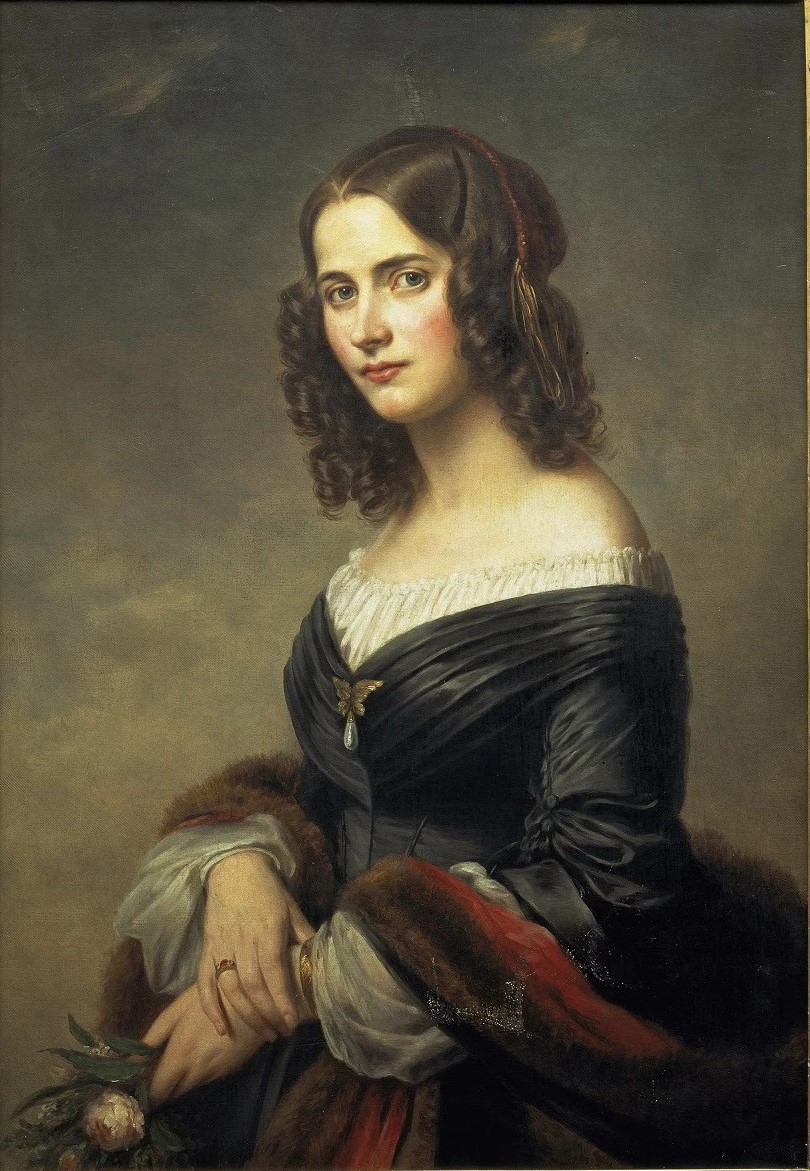
Cécile Charlotte Sophie Mendelssohn Bartholdy (1846)

Im August 1835 ging Mendelssohn nach Leipzig und gab am 4. Oktober – offiziell als Kapellmeister, aber erstmals schon im Stil eines modernen Dirigenten – das erste Konzert im Gewandhaus mit seiner Ouvertüre Meeresstille und glückliche Fahrt, die, verglichen mit seinen anderen Ouvertüren, heute weniger oft aufgeführt wird. Mendelssohns Gewandhauskonzerte wurden begeistert aufgenommen. Seine Anerkennung drückte sich auch in einer Ehrendoktorwürde in Philosophie aus, die ihm am 20. März 1836 verliehen wurde. Inzwischen kam er mit seinem ersten Oratorium (dem Paulus) voran und führte es am 22. Mai 1836 beim Niederrheinischen Musikfest in Düsseldorf erstmals auf. Am 3. Oktober wurde es in Liverpool von Sir George Smart erstmals in der englischen Fassung dirigiert und am 16. März 1837 wiederum von Mendelssohn in Leipzig.
In dieser Zeit bemühte er sich – als großer Verehrer von Joseph Haydn – um die Propagierung von Haydn-Werken, die er beispielsweise mit großem Erfolg am 22. Februar 1838 in Leipzig aufführte.
Das nächste große Ereignis in Mendelssohns Leben war am 28. März 1837 seine Heirat mit Cécile Charlotte Sophie Jeanrenaud (* 10. Oktober 1817; † 25. September 1853), die er im Sommer zuvor in Frankfurt kennengelernt hatte. Eduard Devrient beschrieb sie so: „Cécilie war eine jener süßen weiblichen Erscheinungen, deren stiller und kindlicher Sinn, deren bloße Nähe auf jeden Mann wohltuend und beruhigend wirken musste. Eine schlanke Gestalt, die Gesichtszüge von auffallender Schönheit.“ Aus der Ehe gingen fünf Kinder hervor: Carl Wolfgang Paul (7. Februar 1838; † 23. Februar 1897), Marie (2. Oktober 1839; † 28. Oktober 1897), Paul (* 18. Januar 1841; † 17. Februar 1880), Felix (1. Mai 1843; † 16. Februar 1851) und Lili (19. September 1845; † 10. Oktober 1910).
Die Flitterwochen waren kaum vorbei, als er wieder nach England gerufen wurde, wo er am 20. September den Paulus beim Birmingham Triennial Music Festival dirigierte. Während dieser Reise spielte er in St. Paul’s und der Christ Church Greyfriars die Orgel und übte damit einen nachhaltigen Einfluss auf die englischen Organisten aus. Hier fasste er erstmals den Plan für sein zweites Oratorium Elias ins Auge.

Mendelssohns Wohnungen in Leipzig
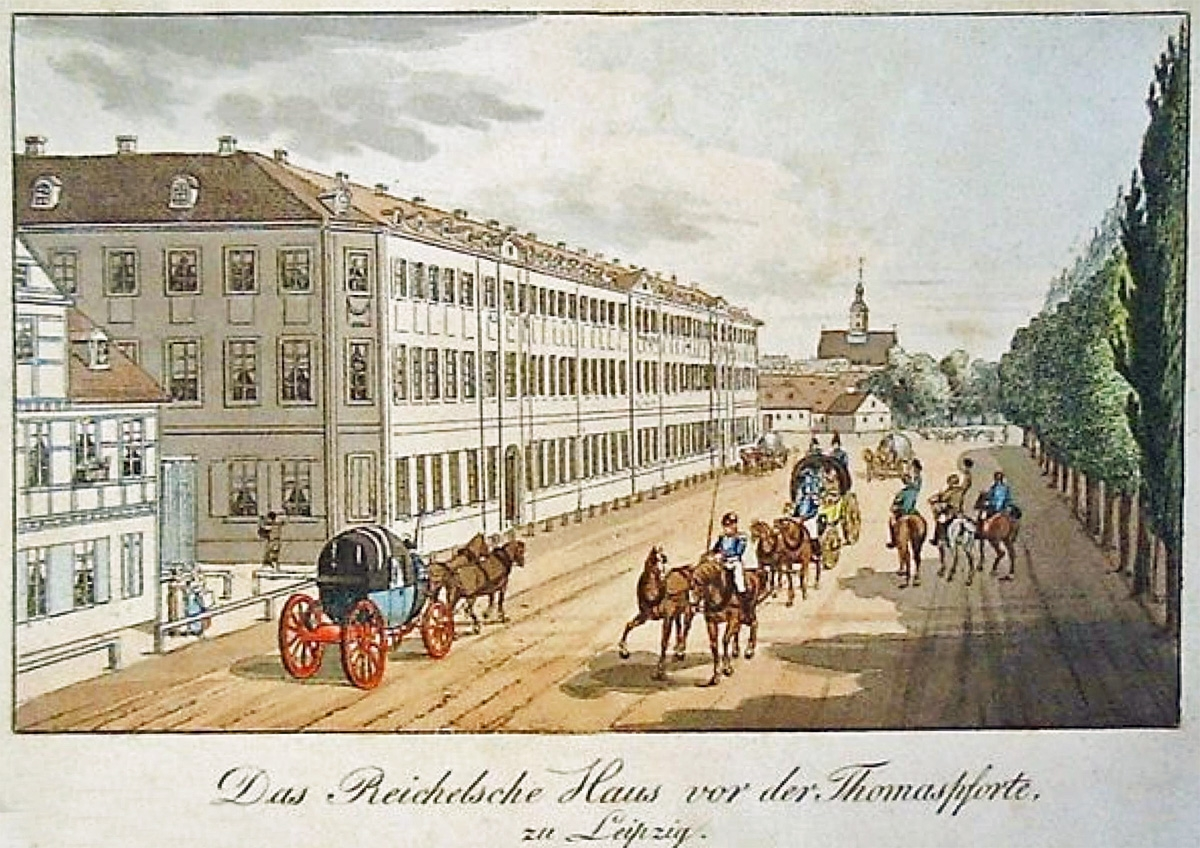
Reichels Vorderhaus 1835–1837
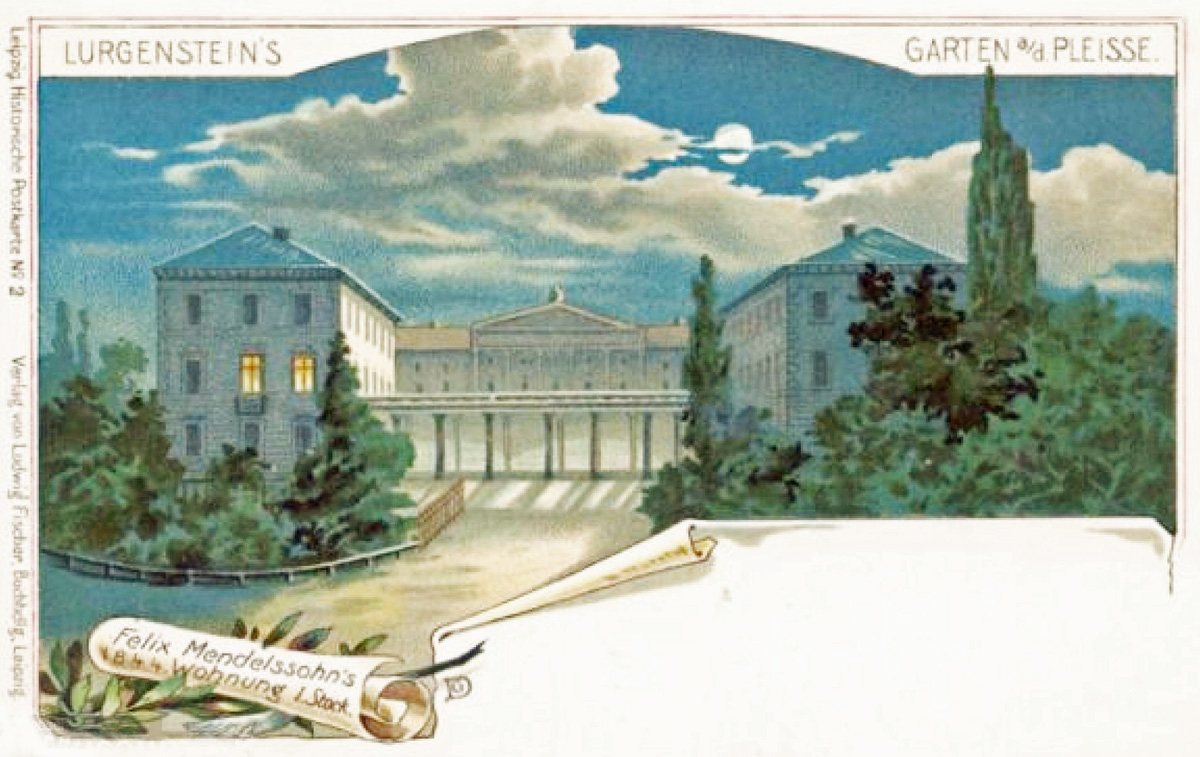
Lurgensteins Garten 1837–1845
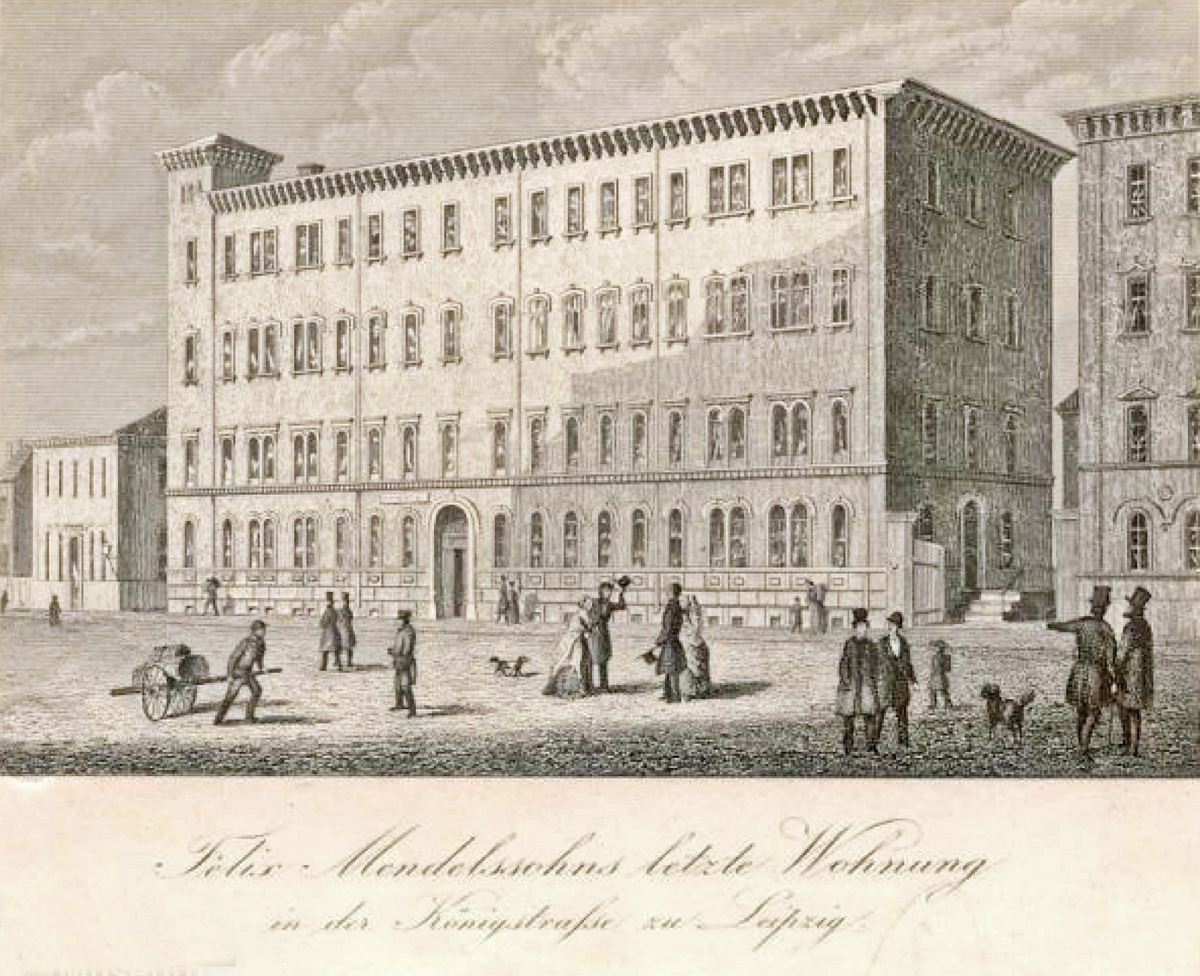
Königstraße 1845–1847
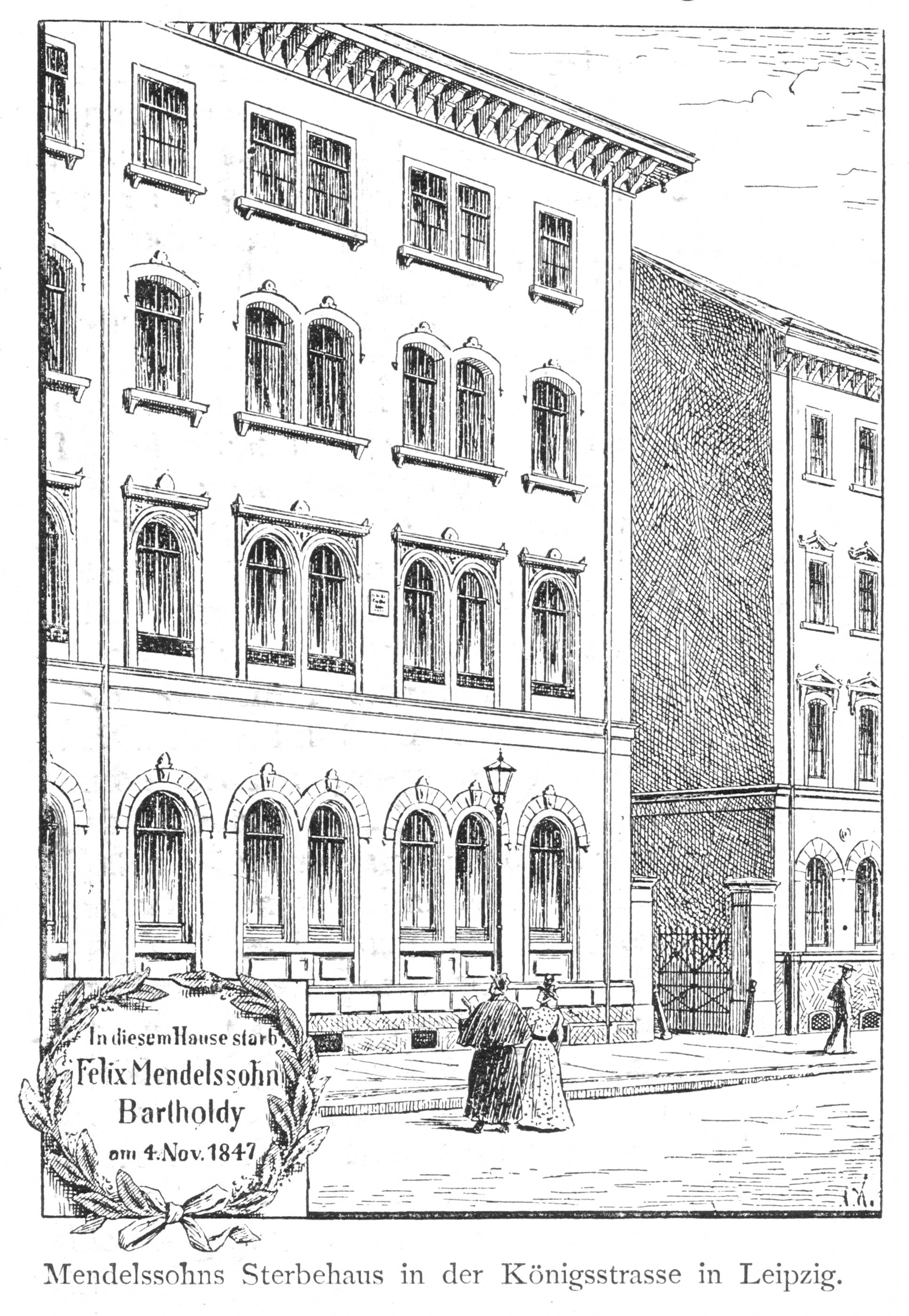
Mendelssohns Wohn- und Sterbehaus, Königstraße (jetzt Goldschmidtstraße) 12 in Leipzig, um 1900

In den Jahren 1838 bis 1844 entstand auch das Violinkonzert in e-Moll für seinen Freund, den Geiger Ferdinand David. Es zählt heute zu den meistaufgeführten und beliebtesten Violinkonzerten. Mendelssohn Bartholdy gab auch in der Leipziger Thomaskirche Orgelkonzerte und führte eigene Chorkompositionen auf.
Mendelssohn hatte in seiner Leipziger Zeit drei verschiedene Wohnungen. Als er 1835 unverheiratet nach Leipzig kam, bezog er eine kleine Wohnung im ersten Stock des sogenannten Reichelschen Vorderhauses am heutigen Dittrichring, damals die östliche Grenzbebauung des Reichelschen, ehemals Apelschen Gartens. Als er im Herbst 1837 mit seiner Frau nach Leipzig kam, nahmen sie eine größere Wohnung in dem im gleichen Jahr fertiggestellten Teil des Wohnensembles Lurgensteins Garten gegenüber der Thomaskirche. Hier wurden die ersten vier Kinder geboren.
1845 zog die Familie nochmals um, nun in den ersten Stock eines dreistöckigen Neorenaissance-Neubaus an der Königstraße (das Mendelssohn-Haus liegt heute in der Goldschmidtstraße 12, wird von der Felix-Mendelssohn-Bartholdy-Stiftung gepflegt und beherbergt das Mendelssohn-Museum). Die Wohnung mit dem 23 Meter langen Korridor hatte acht Zimmer, Küche und einen Musiksalon.

### Berlin (1841–1845)
Nach der Komposition des Lobgesangs 1840 und einer sechsten Reise nach England im selben Jahr wurde Mendelssohn 1841 von Friedrich Wilhelm IV. als Kapellmeister zurück nach Berlin berufen. Der preußische König hatte hochfliegende Pläne, Berlin zur Kunsthauptstadt im deutschsprachigen Raum zu machen. Mendelssohns Hoffnungen lagen in einer Reform der Königlichen Akademie der Künste und der Leitung des Domchores.
Zwar wurde er im Herbst 1842 zum Preußischen Generalmusikdirektor ernannt, aber den ehrgeizigen Plänen standen eine nur zögerliche Realisierung und verschiedene Widerstände entgegen. Deshalb ließ er sich von anderweitigen Aktivitäten bei den Gewandhauskonzerten nicht abhalten. 1842 ging er auch ein siebtes Mal nach England, zusammen mit seiner Frau, und dirigierte seine Schottische Sinfonie. In seinem bis 1845 andauernden Amt entstanden die Theatermusiken zu Antigone, Oedipus Coloneus, Athalie und zum Sommernachtstraum.

### Letzte Jahre in Leipzig
1843 gründete Mendelssohn in Leipzig das Conservatorium – die erste Musikhochschule Deutschlands – und eröffnete es am 3. April in den Gebäuden des Gewandhauses. Im selben Jahr wurde er zum Ehrenbürger der Stadt Leipzig ernannt. 1844 leitete er sechs philharmonische Konzerte in London und führte seine Sommernachtstraummusik auf. Er kehrte im September nach Berlin zurück, konnte aber den König davon überzeugen, ihn von seinen lästigsten Verpflichtungen zu befreien.
Mendelssohn kehrte im September 1845 nach einem kurzen Aufenthalt in Frankfurt nach Leipzig zurück, nahm seine alte Stelle am Gewandhaus wieder auf und lehrte regelmäßig am Konservatorium. Er widmete sich vor allem seinem zweiten großen Oratorium, dem Elias. Dieses wurde am 26. August 1846 beim Birmingham Festival uraufgeführt und enthusiastisch gefeiert. Nach seiner Rückkehr nach Leipzig arbeitete er wie üblich weiter, aber es war klar, dass seine Gesundheit ernsthaft beeinträchtigt war. 1847 reiste Mendelssohn ein zehntes (und letztes) Mal nach England, um Aufführungen des Elias in Exeter Hall, in Manchester und in Birmingham zu leiten.
Er erfuhr nach seiner Rückkehr vom Tod seiner Schwester Fanny am 14. Mai 1847 und war erschüttert. Er zog sich aus dem öffentlichen Leben zurück und machte mehrere Monate Urlaub in der Schweiz und in Süddeutschland. Am 9. Oktober erlitt er einen ersten Schlaganfall. Nach weiteren Schlaganfällen am 25. Oktober und 3. November verlor er das Bewusstsein und starb am 4. November 1847 um 21:24 Uhr im Alter von 38 Jahren.
Nach der Trauerfeier am 7. November in der Leipziger Paulinerkirche wurde Mendelssohns Sarg mit einem Sonderzug nach Berlin überführt. Dort wurde er am 8. November auf dem Dreifaltigkeitsfriedhof I in Berlin-Kreuzberg neben seiner Schwester Fanny und weiteren Familienangehörigen beigesetzt. Die Grabstätte, als Ehrengrab des Landes Berlin, befindet sich im Feld 1.
Am 11. November 1847 fand zu seinen Ehren ein Gedächtniskonzert im Leipziger Gewandhaus statt.
Sein Wohn- und Sterbehaus in der Königstraße (heute Goldschmidtstraße 12) in Leipzig ist als Mendelssohn-Haus heute ein Museum und wurde als Ort von nationaler Bedeutung in das Blaubuch der Bundesregierung aufgenommen.

## Pianist, Organist und Dirigent

### Pianist
Mendelssohn war einer der begabtesten Klaviervirtuosen seiner Zeit. Schon zu Lebzeiten war er für seine Improvisationskünste legendär. Er erhielt nachweislich 1816 mit sieben Jahren Klavierunterricht von seiner Mutter Lea, zuerst in Einheiten von fünf Unterrichtsminuten, die dann zu längeren Einheiten ausgedehnt wurden. Auf der Reise nach Paris im Jahr 1816 spielte er seiner Tante in Frankfurt vor, die festhielt, dass der kleine Felix über „Kraft, Fertigkeit, Präzision und Ausdruck“ verfügte, wenn er ihr Bach und Händel vorspielte. 1817, mit acht Jahren, konnte er Etüden von Johann Baptist Cramer vom Blatt in andere Tonarten transponieren. Er hatte zu dieser Zeit in Paris Klavierunterricht bei Marie Bigot. Eine erste Kommentierung der pianistischen Fähigkeiten Mendelssohns durch einen Profi-Musiker stammt von dem französischen Flötisten Louis Drouet, den der junge Mendelssohn im Winter 1820 auf dem Klavier begleitete. Wegen der Missstimmung der Instrumente transponierte Mendelssohn aus dem Stegreif die Noten von D- nach Dis-Dur.

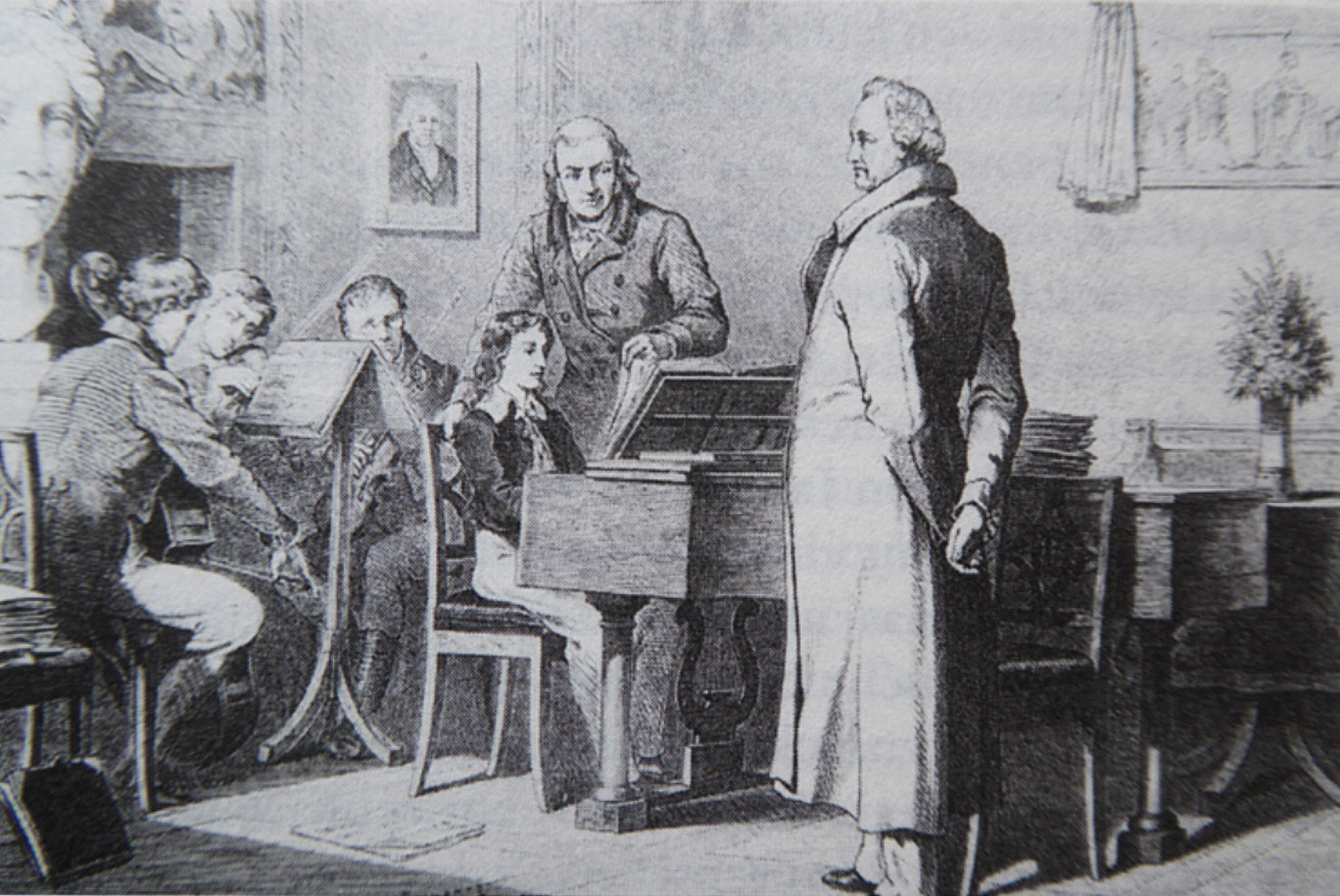
Der junge Mendelssohn bei Goethe im Junozimmer (1821)

1821 beim Besuch Mendelssohns in Weimar bei Goethe kam es zu einem strengen, umfassenden Test der Spielbegabung des 12-jährigen Felix als Pianist. Dabei wollte man ihn an Mozart messen, den Goethe selbst 1763 als Wunderkind mit verdeckten Händen hatte Klavier spielen hören. Mendelssohn musste bei diesem Anlass seine Improvisationsfähigkeit ebenso unter Beweis stellen wie die Fähigkeit, eine Orchesterpartitur auswendig auf dem Klavier wiederzugeben, wofür er die Ouvertüre aus Mozarts Die Hochzeit des Figaro wählte. „Dabei gab er die Orchestereffecte so vortrefflich, […] daß die Wirkung eine hinreißende war“, so urteilte der anwesende, spätere Musikkritiker Ludwig Rellstab. Danach spielte Mendelssohn Handschriften Mozarts und Beethovens, die Goethe besaß und ihm vorlegte, vom Blatt.
1824, als Fünfzehnjähriger, erhielt Mendelssohn auf Drängen der Mutter einige Wochen Klavierunterricht bei dem berühmten Pianisten Ignaz Moscheles. Dieser konnte ihm nach eigenem Urteil nicht mehr viel beibringen. Moscheles sah sich neben einem Meister, nicht neben einem Schüler sitzen. So hörte er den Fünfzehnjährigen bei einer öffentlichen Aufführung den Orchesterpart des Requiems von Mozart spielen.
Bei seinen zahlreichen Reisen trat Mendelssohn als gefeierter, vielseitiger Pianist im In- und Ausland auf. Er spielte wiederholt seine eigenen Klavierkonzerte, vor allem das erste. Daneben interpretierte er die Klavierkonzerte Nr. 4 G-Dur, sein „altes Reitpferd“, und Nr. 5 Es-Dur von Beethoven sowie dessen Klaviersonaten, spielte oft Webers Konzertstück, ein Lieblingsstück, oder zeigte seine virtuosen Fähigkeiten mit Bachs Chromatischer Fantasie und Fuge. Er sprang bei öffentlichen Aufführungen auf dem Klavier für fehlende Orchesterstimmen ein, improvisierte auf dem Klavier Opernmelodien oder spielte Beethoven-Sinfonien. Was er einmal gehört hatte, vergaß sein Gedächtnis nie mehr, und er konnte eine einmal gehörte Melodie jederzeit abrufen und auf dem Klavier vortragen, so auch das Venusberg-Thema Wagners aus dem Tannhäuser, das der Komponist ihm auf dem Klavier angedeutet hatte, dessen Noten er ihm aber nicht zeigen wollte.
Viele seiner Konzerte spielte Mendelssohn auf Instrumenten des Wiener Klavierbaumeisters Conrad Graf. 1832 bat er Aloys Fuchs, einen Hammerflügel von Graf für ihn zu erwerben und in sein Elternhaus nach Berlin zu liefern. Mendelssohn war von diesem Instrument so begeistert, dass er sich dazu entschied, bei Graf zwei weitere Klaviere zu bestellen: Eines für sich und eines für die Braut seines Bruders.

### Organist
Mendelssohn war einer der bedeutendsten Organisten des 19. Jahrhunderts. Er begann mit Orgelunterricht Ende 1820 mit 11 Jahren. Sein Orgellehrer war August Wilhelm Bach, ein nicht mit der Bach-Familie verwandter Musiker. Wahrscheinlich spielte der junge Mendelssohn in der Rochuskapelle bei Bingen erstmals auf einer Orgel. Schon auf seiner ersten Englandreise 1829 hatte Mendelssohn die Möglichkeit, auf der Orgel der St Paul’s Cathedral zu spielen. Auf seiner zweiten Englandreise 1832 stellte Mendelssohn seine Orgelkunst erneut unter Beweis. Er trat wieder in St Paul’s auf, probierte aber auch die Orgeln in der Westminster Abbey, St. John’s Chapel und St. John’s (Waterloo) aus. Für einen Vortrag von Werken Bachs fehlte den englischen Orgeln ein Vollpedal, was Mendelssohn zu spontanen Anpassungen beim Spiel zwang. Der Einfluss von Mendelssohns Spiel führte in England zu einer „kompletten Revolution in der Art des englischen Orgelspiels“. Nur auf der Orgel in St. Paul’s konnte Mendelssohn Bach ohne nennenswerte Einschränkungen spielen. Bei einem weiteren Auftritt in St. Paul’s im Jahr 1837 war die Zuhörermenge der vollbesetzten Kathedrale von Mendelssohn Bachinterpretationen derart beeindruckt, dass sie die Kirche nicht verlassen wollte und der Kirchendiener den Kalkanten zwang, nach Hause zu gehen. Die Orgel verklang dann ohne den getretenen Blasebalg leise. Der englische Musikkritiker Henry Gauntlett, selbst Organist, schrieb über das Konzert in einem Artikel im Magazin Musical World (1838), Mendelssohns Anschlag sei „so gleichmäßig und beständig, so zart und so dahinfliegend, dass keine Schwierigkeiten, wie erschreckend sie auch sein mochten, seinen Gleichmut behindern oder gar stören konnten“. Gauntlett beschrieb im weiteren Mendelssohns Bach-Interpretation als „überirdisch groß“. Sein Improvisationsspiel sei „sehr differenziert“, die weichen Sätze „voll zärtlichen Ausdrucks und exquisiter Leidenschaftlichkeit“. In seinem lauten Vorspiel sah er „eine grenzenlose Fülle neuer Ideen“. Die zwei Jahre vor seinem Tod veröffentlichten Sechs Orgelsonaten, die bedeutendste Komposition für dieses Instrument seit Bachs Tod, spielte Mendelssohn nicht mehr selbst in der Öffentlichkeit.

### Dirigent
Mendelssohn war ein angesehener Dirigent sowohl seiner eigenen Werke als auch der Werke anderer Komponisten. Er war einer der ersten Dirigenten, die mit dem Taktstock dirigierten und systematisch Proben absolvierten. Aber die Neuigkeit bedurfte großer Sorgfalt hinsichtlich Tempi, Dynamik und der Orchesterspieler selbst. Sie wurden zurechtgewiesen, wenn sie aufsässig waren, und gelobt, wenn er mit ihnen zufrieden war.
Am 11. Februar 1829 dirigierte Mendelssohn die Generalprobe für die Matthäuspassion mit Chor, Solisten und Orchester von einem Flügel aus, der diagonal zur Bühne positioniert war, mit dem Taktstock. Dabei schlug er den Takt nicht kontinuierlich. Ein Chor stand hinter ihm, der andere und das Orchester vor ihm. Die erste öffentliche Konzert-Aufführung mit dem Dirigierstab war am 25. Mai 1829 in London. In München fand 1831 eines der ersten Orchesterkonzerte in Deutschland statt, das der Komponist mit dem Taktstock dirigierte, darunter seine c-Moll-Sinfonie und sein 1. Klavierkonzert. Als Mendelssohn 1835 das Orchester im Gewandhaus Leipzig übernahm, bestand er auf der grundlegenden Neuerung, Chor und Orchester mit dem Taktstock zu dirigieren und keine Probentrennungen zwischen Chor und Orchester mehr zu praktizieren. In Leipzig leitete Mendelssohn das Gewandhausorchester und führte es zu großem Ruhm. Obwohl er sich auf die großen Komponisten konzentrierte, deren Namen bereits begannen, Klassik-Status einzunehmen, fügte er als Dirigent Werke von Schumann, Berlioz, Gade und anderen in seine Programme ein. Wagner kritisierte Mendelssohns Aufführung der Beethoven-Sinfonien als zu schnell. Unter denen, die Mendelssohns Dirigierkunst bewunderten, war Hector Berlioz, der anlässlich einer Einladung 1843 nach Leipzig den Taktstock mit Mendelssohn austauschte.

## Felix Mendelssohn Bartholdy in der Nachwelt

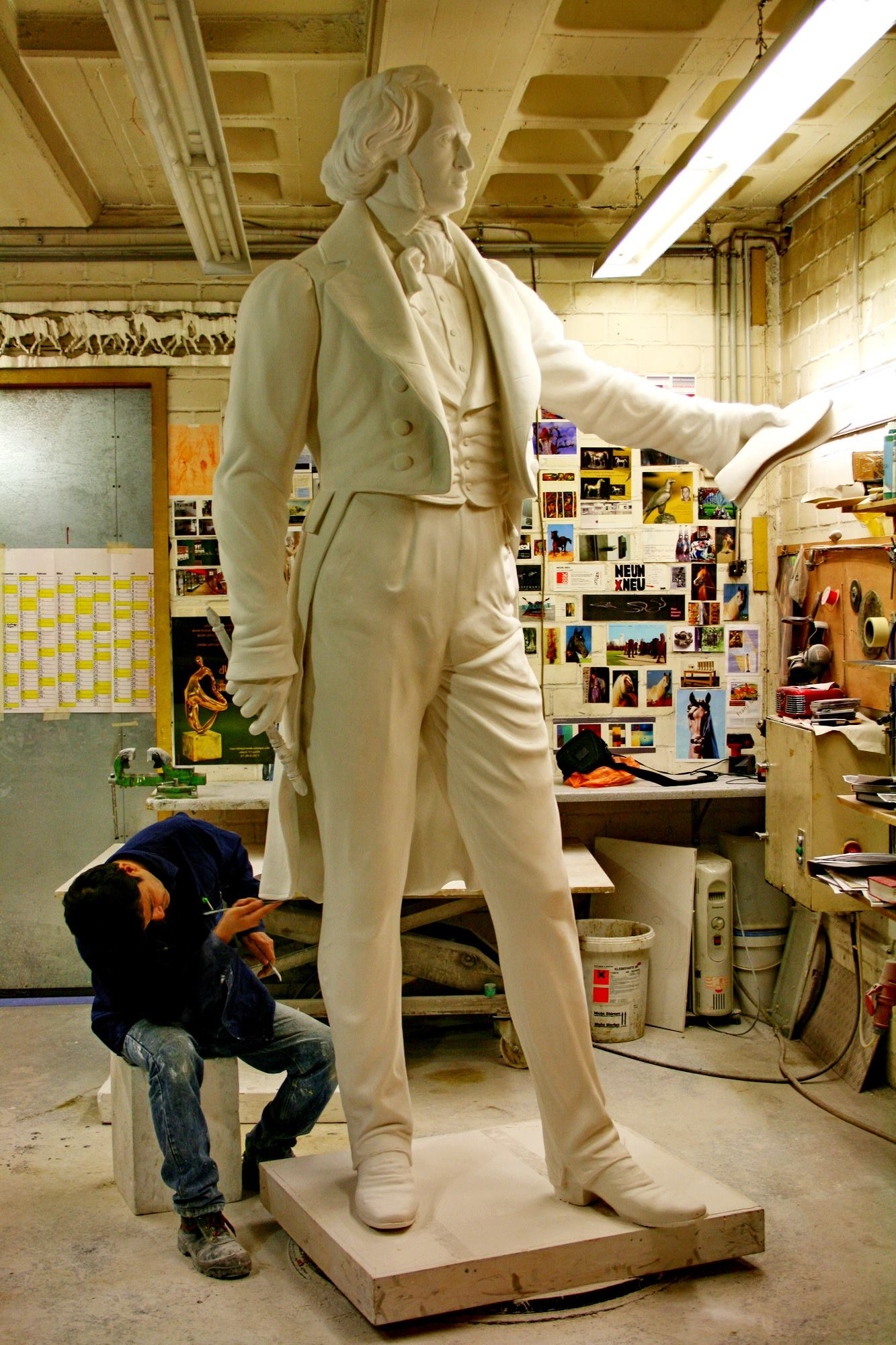
Bildhauer Schwan Kamal mit Gipsmodell in seinem Atelier in Düsseldorf 2012

Das künstlerische und gesellschaftliche Erbe des Komponisten wird durch die Felix-Mendelssohn-Bartholdy-Stiftung in Leipzig international erforscht, bewahrt und gepflegt.

### Denkmale
- Statue in Leipzig nach dem Entwurf von Werner Stein, ausgeführt von Hermann Heinrich Howaldt, aufgestellt vor dem 1884 eröffneten Neuen Gewandhaus („Konzerthaus“) im Musikviertel, enthüllt am 26. Mai 1892, von Nationalsozialisten während einer Auslandsreise des Leipziger Bürgermeisters Carl Goerdeler in der Nacht des 9./10. November 1936 entfernt[41] und wohl während des Zweiten Weltkriegs eingeschmolzen. Am 18. Oktober 2008 fand die Einweihung der detailgetreuen Nachbildung vor der Thomaskirche statt.
- Im Hamburger Rathaus schmückt seit 1897 ein Reliefporträt von Mendelssohn Bartholdy eine der Ehrensäulen in der Rathausdiele. Das von Nationalsozialisten entfernte Porträt wurde nach dem Krieg wiederhergestellt.
- Im Jahr 2000 enthüllte die Mendelssohn-Gesellschaft in Berlin eine Bronze-Kopie der 1850 von Ernst Rietschel in Marmor gehauenen Büste des Komponisten am U-Bahnhof Mendelssohn-Bartholdy-Park (Ausgang Reichpietschufer). Seit 2013 ist sie in der Dauerausstellung über die Mendelssohn-Familie auf dem Dreifaltigkeits-Kirchhof I in Berlin-Kreuzberg ausgestellt. Marmorne Exemplare dieser Büste befinden sich im Mendelssohn-Archiv der Staatsbibliothek Berlin, dem Museum der Royal Academy of Music in London und dem J. Paul Getty Museum.[42]
- Im Mendelssohn-Park in Koblenz-Horchheim, dem ehemaligen Standort des Landsitzes der Familie Joseph Mendelssohns und eines zugehörigen Weingutes, befindet sich eine vom Koblenzer Künstler Josef Welling geschaffene Bronze-Skulptur, die an Felix Mendelssohn Bartholdy und seine Aufenthalte im Hause seines Onkels in Koblenz-Horchheim erinnert.
- In Düsseldorf wurde 1901 ein Bronze-Standbild des ehemaligen Musikdirektors der Stadt an der Fassade des alten Opernhauses angebracht. Das von Clemens Buscher geschaffene Standbild wurde im August 1936 von Nazis abgerissen und 1940 eingeschmolzen. 2009 rief der Düsseldorfer Oberbürgermeister Dirk Elbers einen Förderverein ins Leben, der sich für die Wiedererrichtung des Mendelssohn-Denkmals einsetzte.[43] In der Düsseldorfer Kunstgießerei Rolf Kayser wurde das Standbild nach Rekonstruktion durch den Bildhauer Schwan Kamal im Frühjahr 2012 wieder hergestellt.[44]
- Im März 2015 wurden die Bronzebüsten von Fanny Hensel und Felix Mendelssohn Bartholdy der Künstlerin Lore Plietzsch vor der Mendelssohn-Remise in Berlin-Mitte aufgestellt.

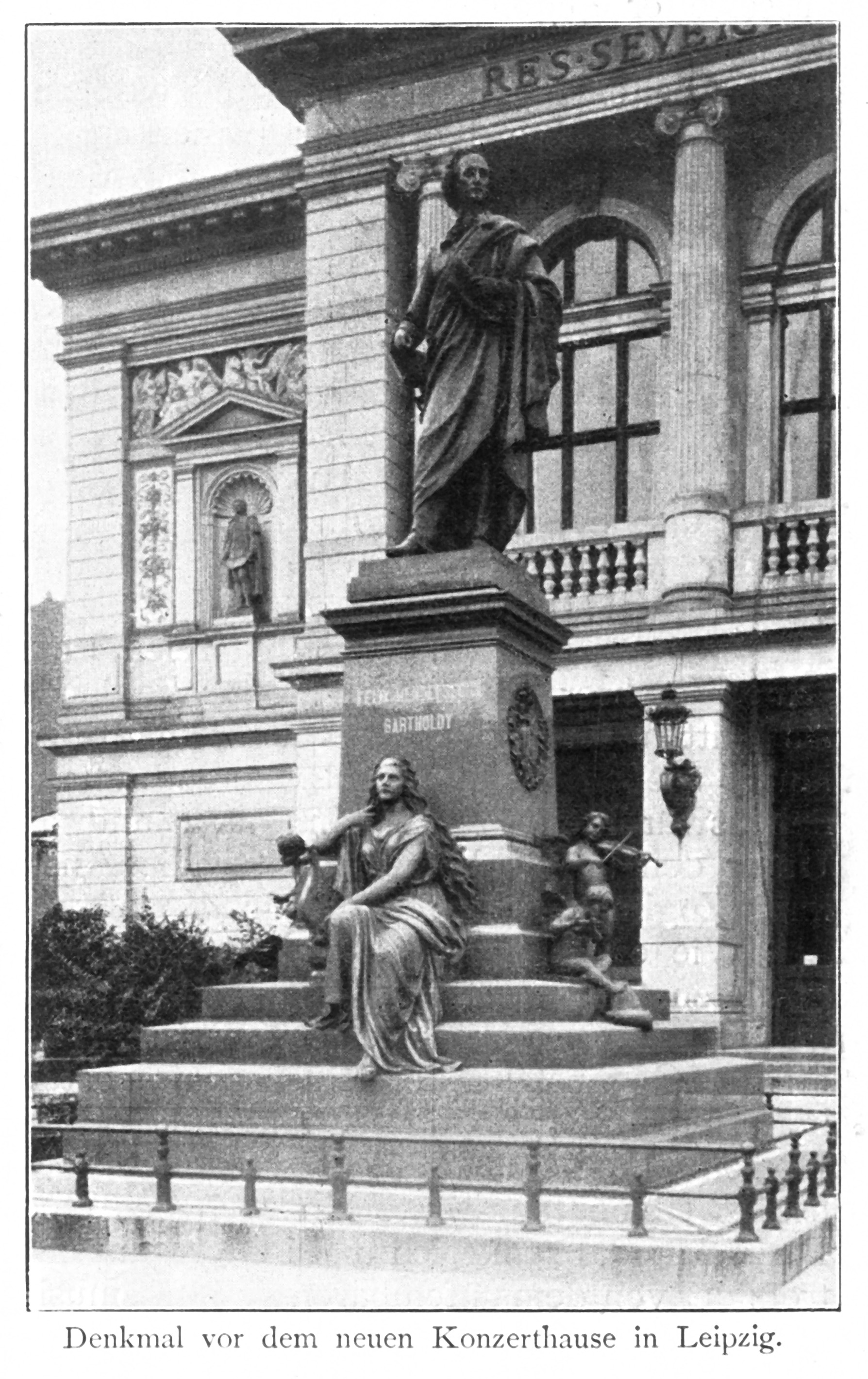
Das alte Denkmal in Leipzig, um 1900
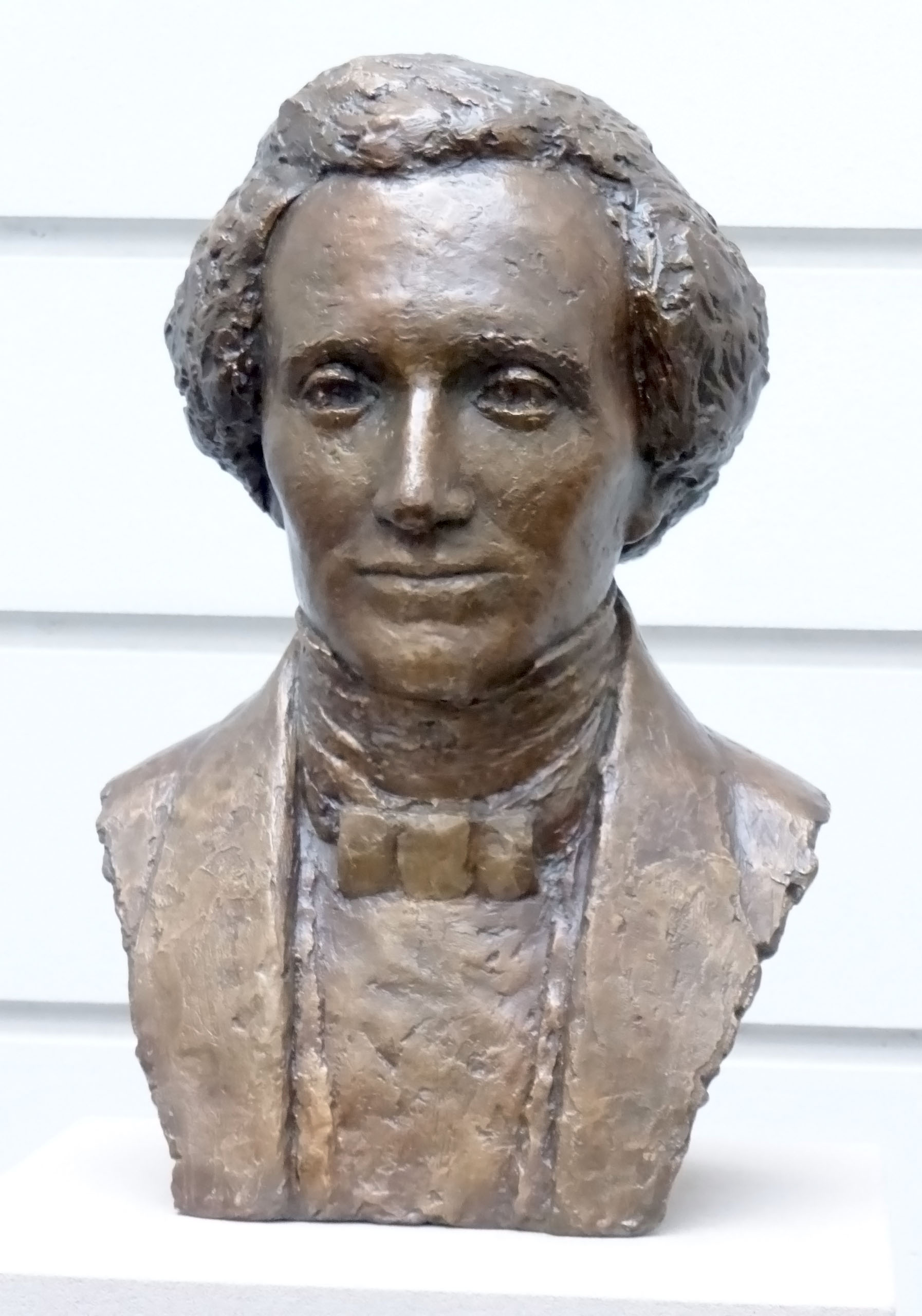
Bronzebüste vor der Mendelssohn-Remise in Berlin-Mitte von Lore Plietzsch
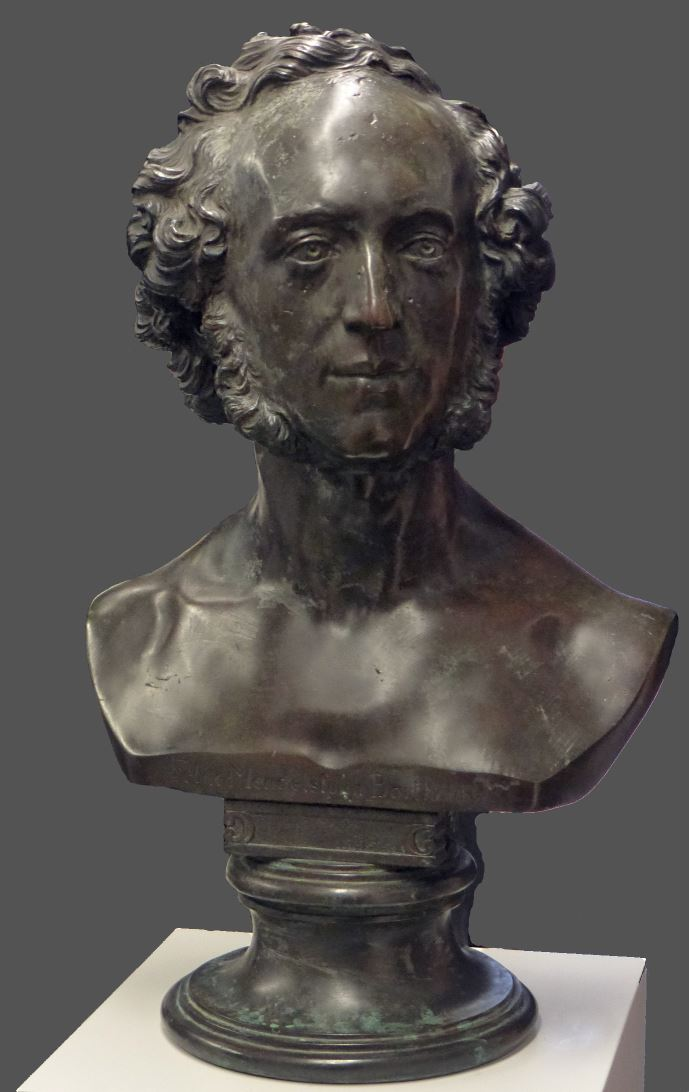
Bronze-Kopie der Marmorbüste von Ernst Rietschel, ausgestellt auf dem Friedhof I der Dreifaltigkeitsgemeinde in Berlin-Kreuzberg
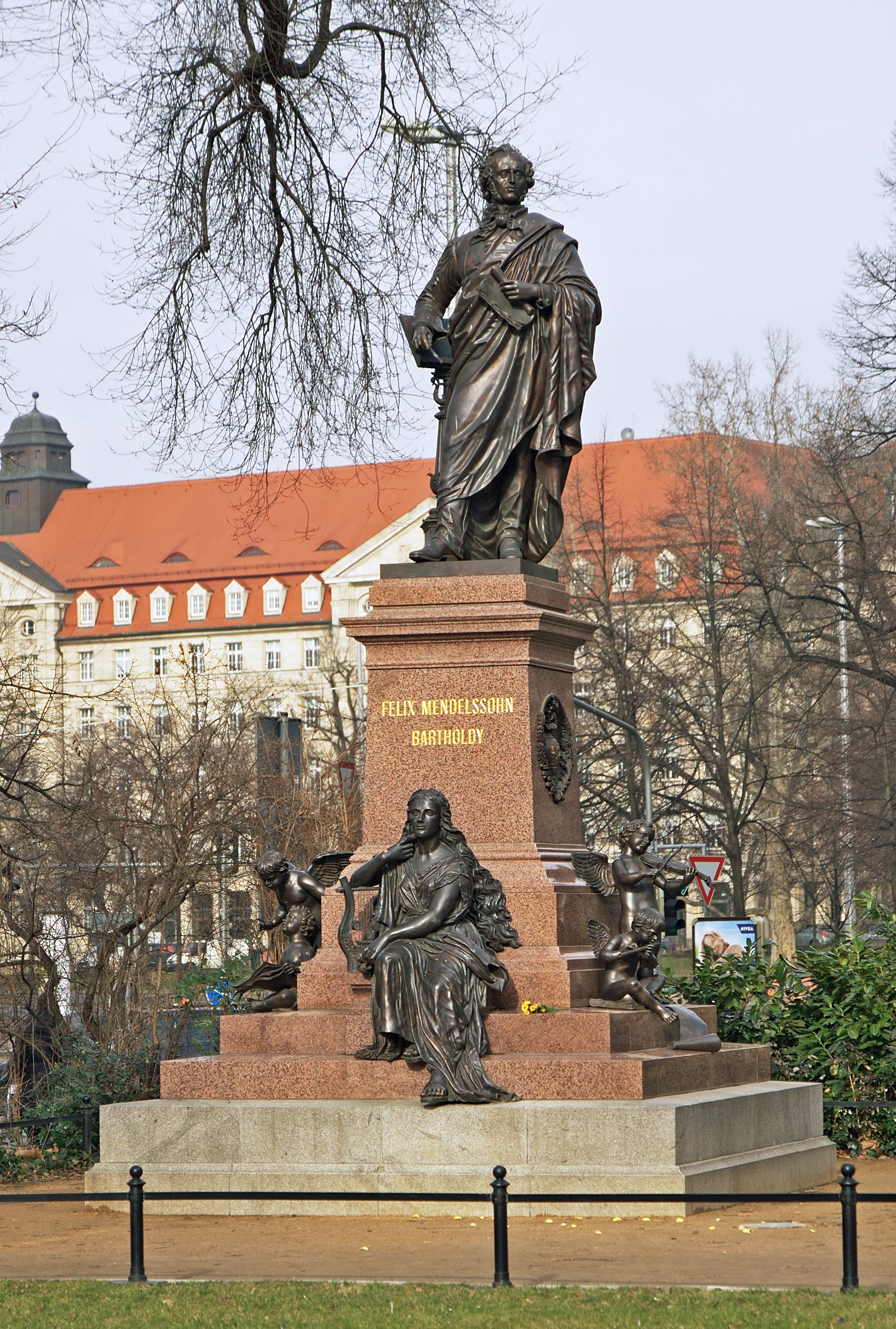
Das 2008 eingeweihte Denkmal in Leipzig, 2011
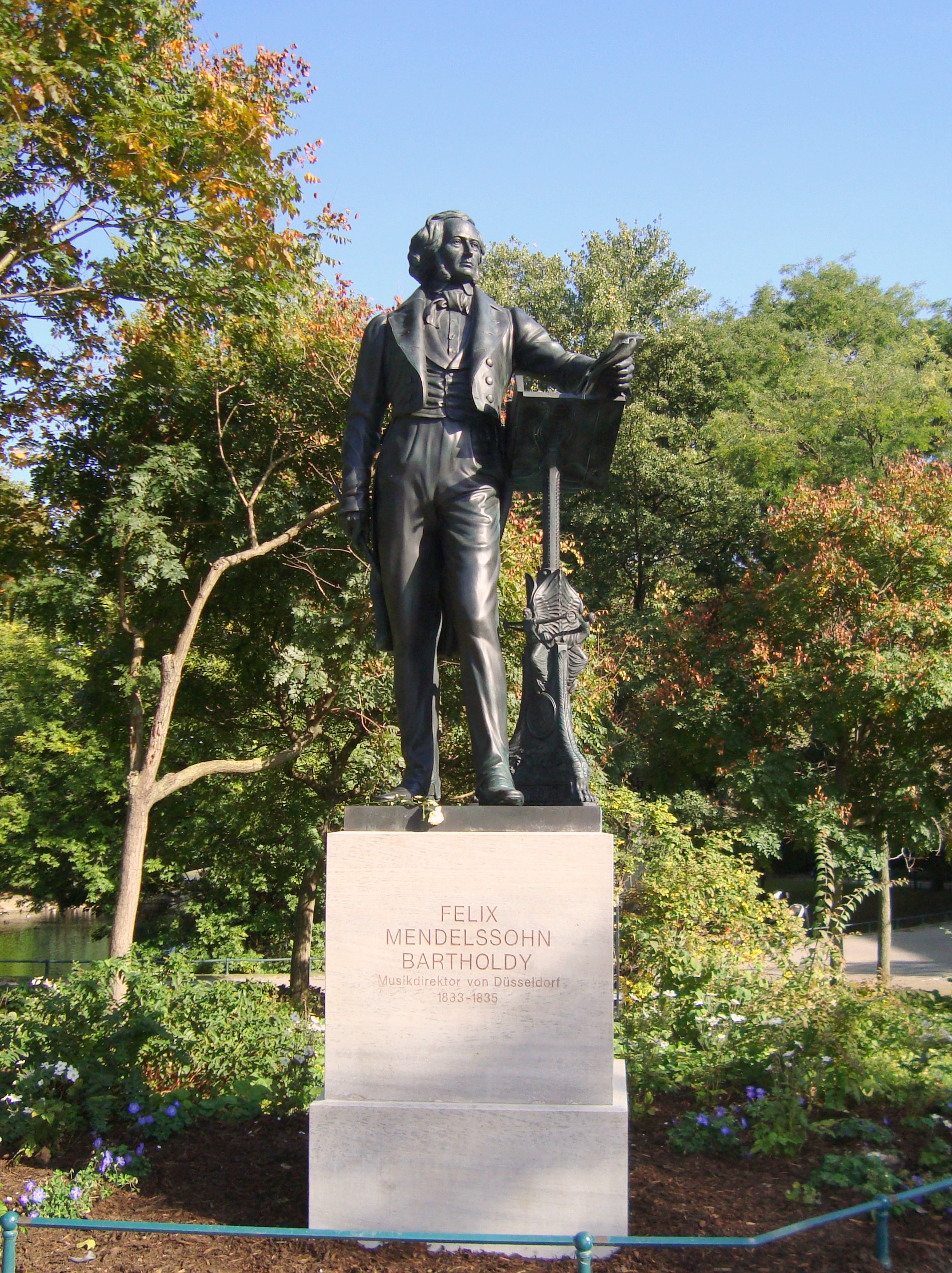
Denkmal in Düsseldorf, 2012 eingeweiht, Bronzeguss nach dem Original von 1901

### Erinnerungsorte und Gedenktafeln
- Das Grabmal von Felix Mendelssohn Bartholdy und seiner Schwester Fanny befindet sich in Berlin-Kreuzberg auf dem Dreifaltigkeits-Kirchhof I zwischen dem Mehringdamm und der Zossener Straße (Nähe U-Bahnhof Hallesches Tor).
- In Frankfurt am Main erinnert die Mendelssohnruhe im Süden des Frankfurter Stadtwaldes mit Gedenkstein und Erinnerungstafel, gestiftet 1909, an den Komponisten. Im Juli 1839 hatte an dieser Stelle in Gegenwart Mendelssohn Bartholdys zu seinen Ehren ein Fest stattgefunden. Im Verlauf des Festes war dort eines seiner Chorwerke, Sechs Lieder im Freien zu singen uraufgeführt worden. Der Gedenkstein wurde in der Zeit des Nationalsozialismus zerstört und nach dem Zweiten Weltkrieg am selben Ort wiederhergestellt.[45]
- Im Taunusort Eppstein liegt in der Nähe des Kaisertempels eine Gedenkstätte zu Ehren von Felix Mendelssohn. Die Inschrift auf der Bronzetafel nahe einem Aussichtspunkt mit Blick auf Eppstein lautet: DEM GROSSEN KOMPONISTEN FELIX MENDELSSOHN-BARTHOLDY, DER ZWISCHEN 1837 UND 1847 ÖFTER IN EPPSTEIN WEILTE, 1995 ERNEUT GEWIDMET, SÄNGERVEREINIGUNG 1845/61 EPPSTEIN E. V., VERSCHÖNERUNGSVEREIN EPPSTEIN E. V.[46]
- Im Mendelssohn-Bartholdy-Park in Berlin, nahe am Potsdamer Platz, befindet sich ein großer Findling, der als Naturdenkmal ausgewiesen und als Gedenkstein gestaltet ist. Das Porträtrelief und der Namenszug Mendelssohns stammen von Ivo Breuker.
- In Hamburg wurden 1997, zum 150. Todesjahr, in der Nähe des im Krieg zerstörten Geburtshauses (Große Michaelisstraße 14) zwei Gedenkplatten mit Porträtreliefs von Felix Mendelssohn Bartholdy und Fanny Hensel in einer kleinen Grünanlage an der Ludwig-Erhard-Straße aufgestellt. Im Hamburger Rathaus befindet sich ein Säulenrelief mit seinem Porträt, und im Vorraum des Michel befindet sich ebenfalls ein Relief.
- Am 20. März 2002 enthüllte der Regierende Bürgermeister von Berlin, Klaus Wowereit, die Gedenktafel für Felix Mendelssohn Bartholdy und Fanny Hensel am heutigen Bundesratsgebäude, Leipziger Straße, wo einst das Wohnhaus der Familie Mendelssohn Bartholdy stand. Sie wurde auf Initiative der Mendelssohn-Gesellschaft dort angebracht.
- Gedenkstätte in Wengen, Schweiz: Am 21. August 1842 hat Felix Mendelssohn auf seiner Wanderung eine Skizze des Berges Jungfrau angefertigt. Seit 2004 befindet sich an diesem Ort eine Gedenkstätte.
- In der Kirche von Ringgenberg BE ist am Gehäuse der Orgel von 1837 eine Gedenktafel angebracht, die daran erinnert, dass er während seines mehrmonatigen Aufenthalts in Interlaken 1847 wiederholt auf dieser Orgel gespielt hätte. Spieltisch und Pfeifenmaterial sind jedoch nicht mehr erhalten.
- Das Mendelssohn Inlet, eine Bucht an der Küste der antarktischen Alexander-I.-Insel, trägt seit 1961 seinen Namen
- Anlässlich des 75. Geburtstages der Hochschule für Musik Freiburg wurde im November 2021 der Platz vor der Hochschule Mendelssohn-Bartholdy-Platz benannt. Im Musikerviertel in Freiburg-Herdern fehlt der Name, da die Straßen im Dienste der Ideologie der Nationalsozialisten benannt wurden.[47][48]

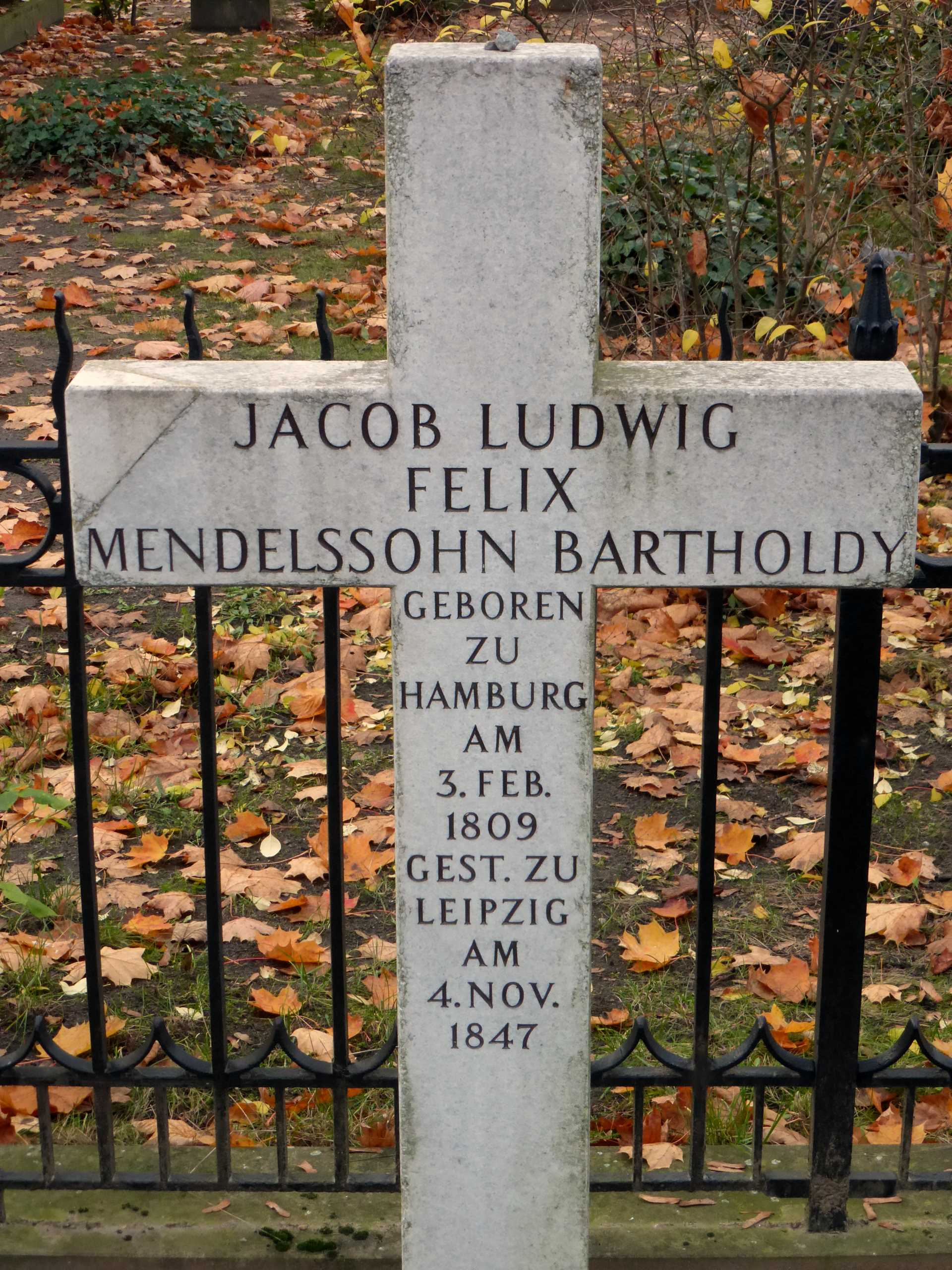
Grabkreuz von Felix Mendelssohn Bartholdy
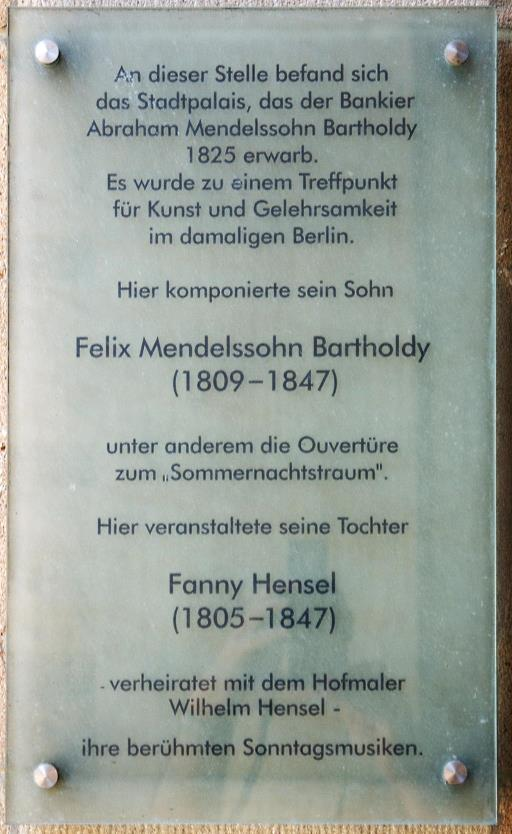
Gedenktafel am Gebäude des Bundesrats in Berlin
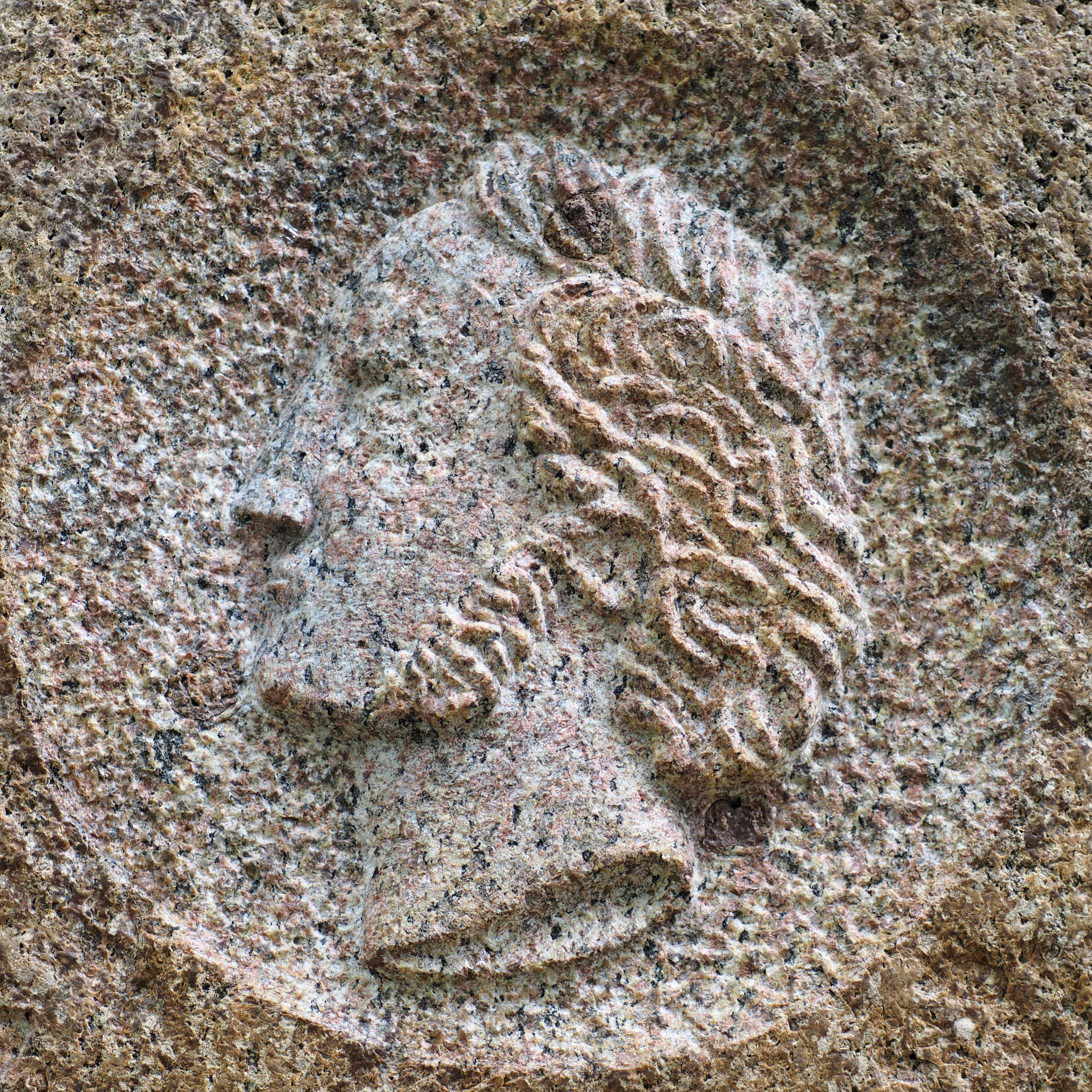
Porträtrelief im Mendelssohn-Bartholdy-Park in Berlin
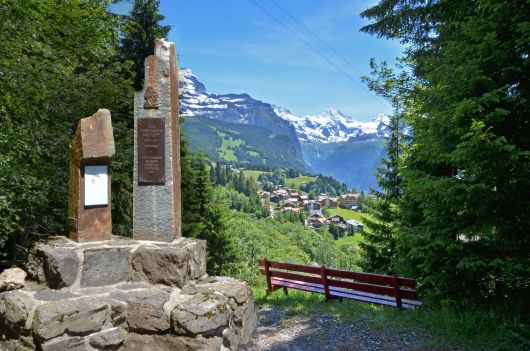
Die Mendelssohn Gedenkstätte in Wengen
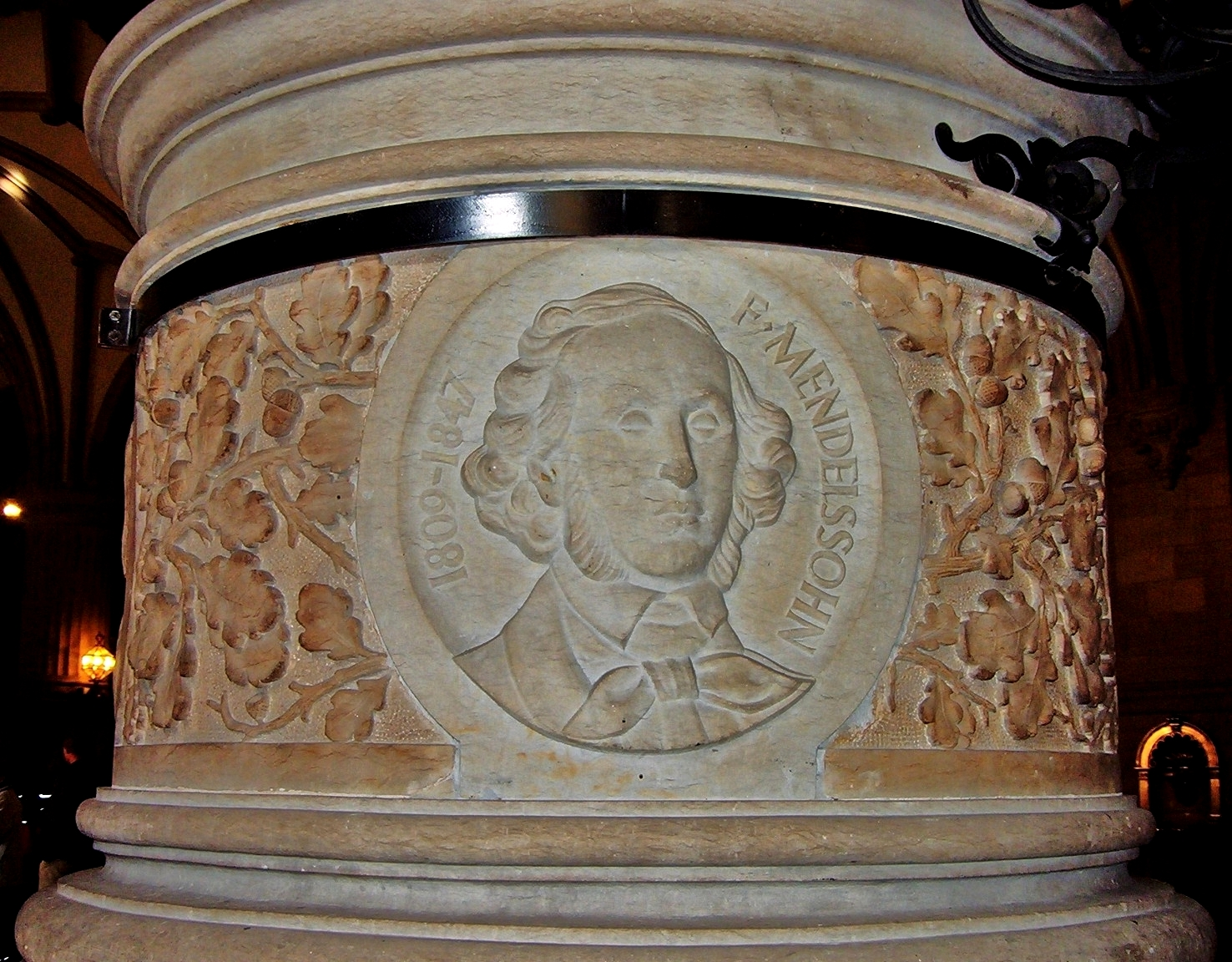
Säulenrelief im Hamburger Rathaus
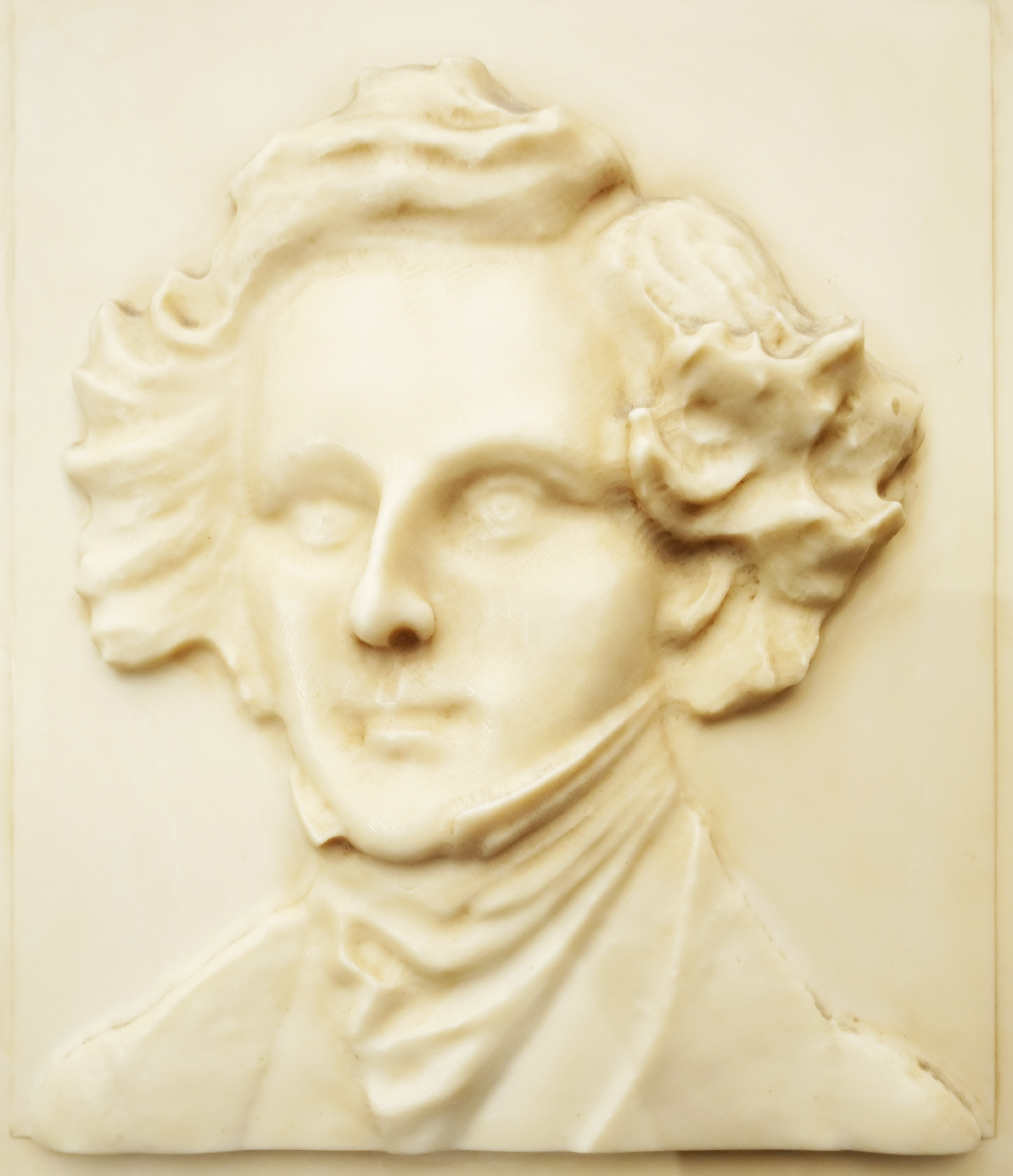
Relief im Vorraum des Hamburger Michels
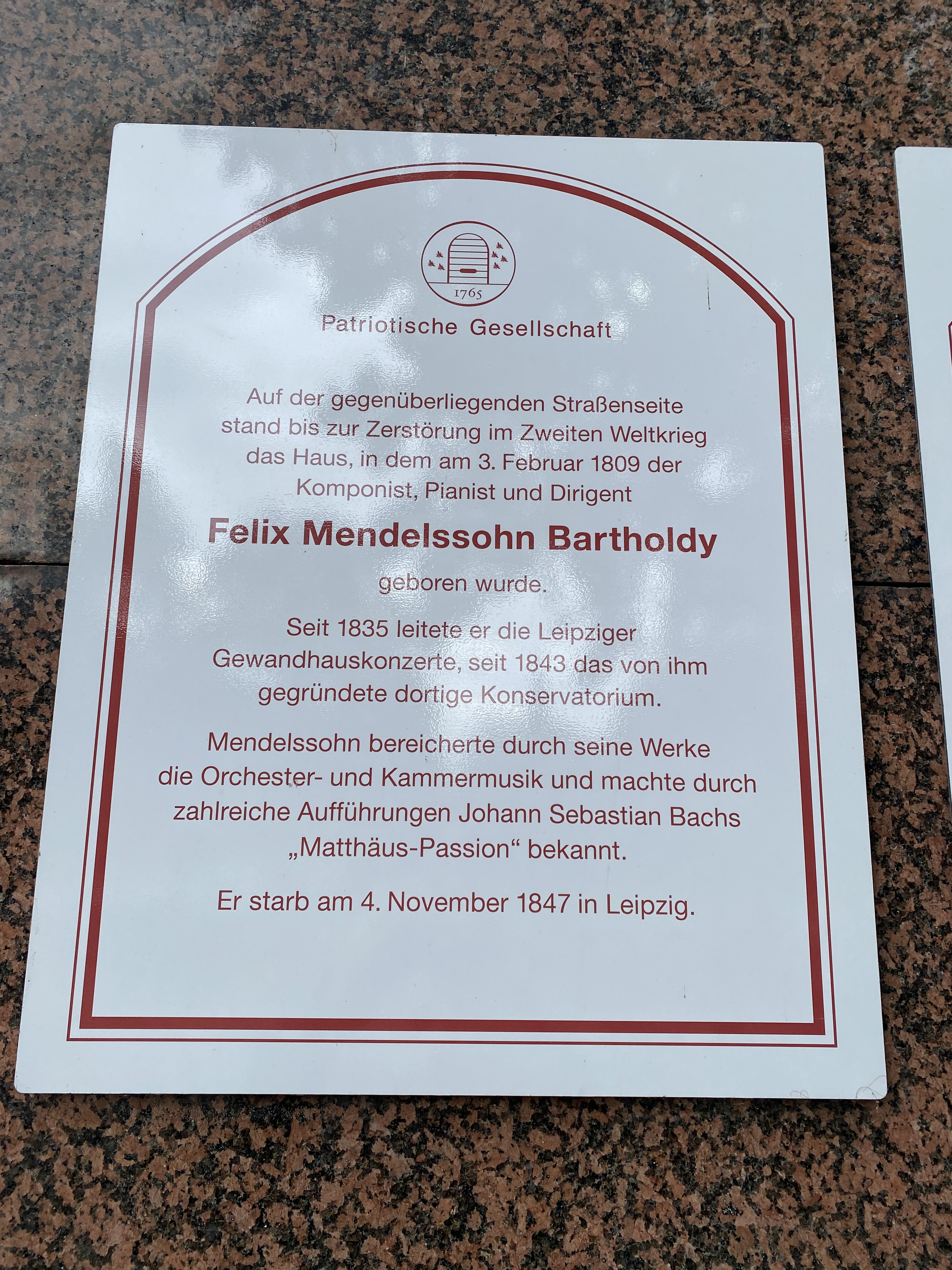
Gedenktafel an der Ludwig-Erhard-Straße/Ecke Erste Brunnenstraße in Hamburg
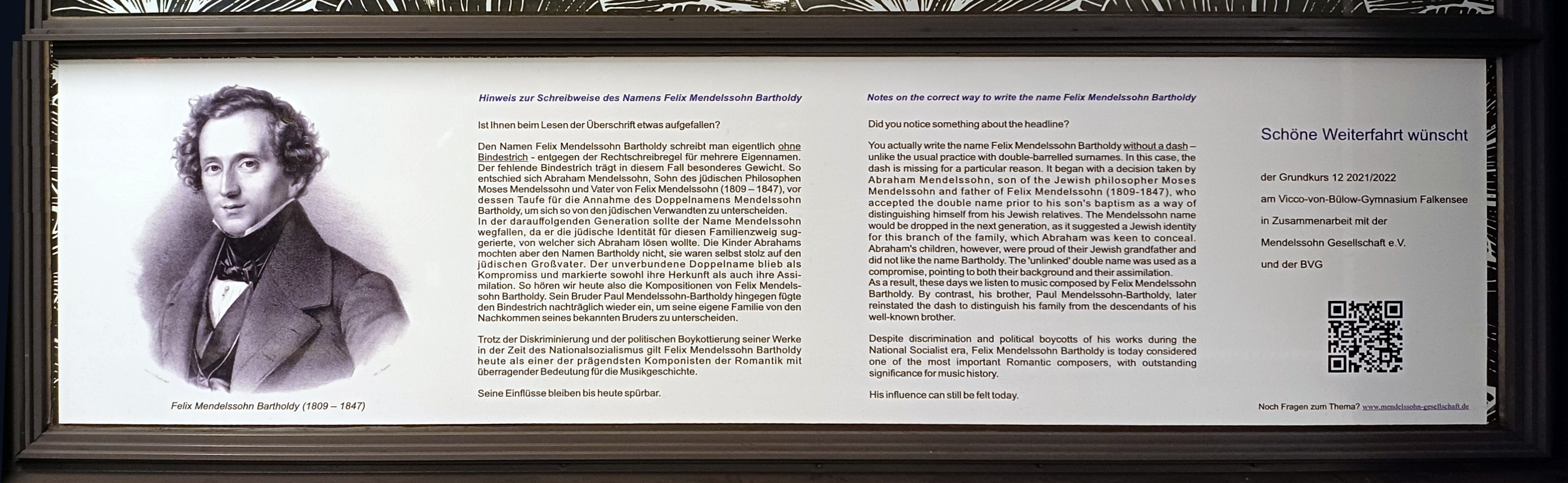
Gedenktafel am U-Bahnhof Mendelssohn-Bartholdy-Park in Berlin-Tiergarten

### Briefmarken

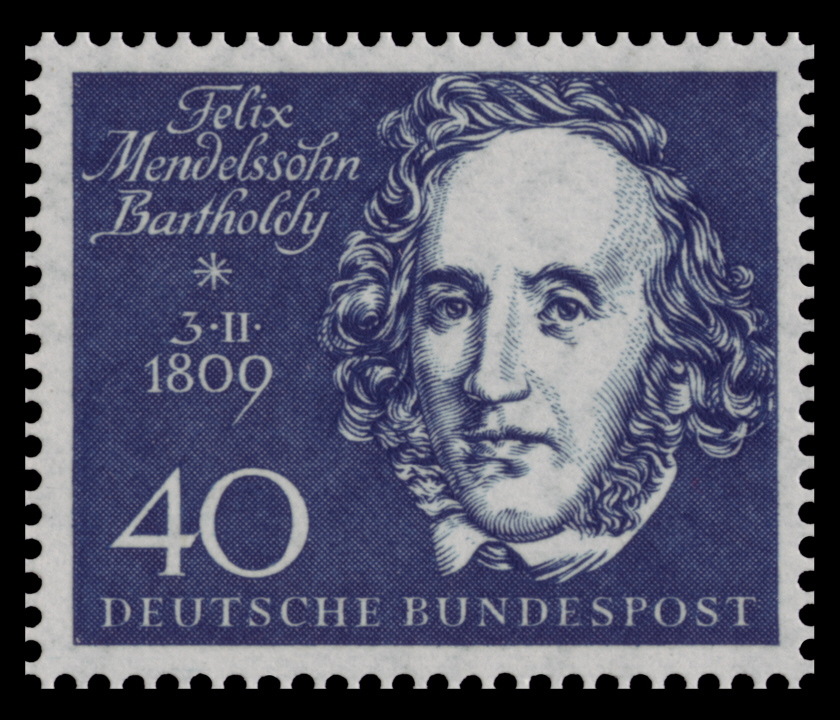
Briefmarke der Deutschen Bundespost (1959) zum 150. Geburtstag und zur Einweihung der Beethovenhalle in Bonn
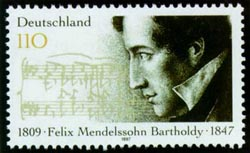
Deutsche Briefmarke (1997) zum 150. Todestag
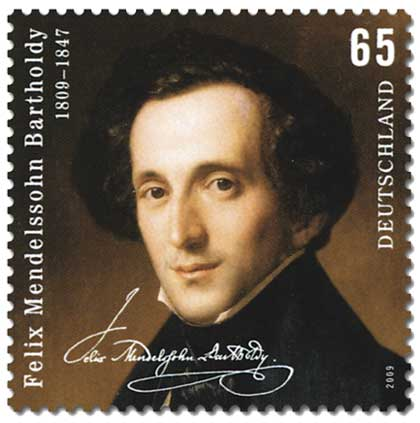
Deutsche Briefmarke (2009) zum 200. Geburtstag

### Sonstige Ehrungen
- Der U-Bahnhof Mendelssohn-Bartholdy-Park wurde am 2. Oktober 1998 als 169. Station der Berliner U-Bahn eröffnet.
- Die Stadt Bad Doberan erinnert mit einem Mendelssohn-Bartholdy-Weg an den Aufenthalt des Künstlers. Der Weg führt mit mehreren Schautafeln um das Doberaner Münster.
- Anlässlich des 150-jährigen Jubiläums der Düsseldorfer Symphoniker wurde am 7. Februar 2014 im Rahmen eines konzertanten Festaktes der Große Saal der Tonhalle Düsseldorf zur Ehrung des ehemaligen Musikdirektors in Mendelssohn-Saal umbenannt.
- Felix-Mendelssohn-Bartholdy-Schule (Gymnasium) Berlin (früher Camille-Claudel-Oberschule).
- Mendelssohn-Bartholdy-Schule (Gesamtschule) Sulzbach (Taunus) (früher Eichwaldschule).

### Rezeption

#### Extreme Sichten
Mendelssohns Rezeption zu seinen Lebzeiten bis heute schwankt zwischen starken Extremen. Als junger Komponist, Dirigent, Pianist und Organist, der zahlreiche Länder Europas bereiste, wurde er gefeiert. In England herrschte geradezu eine „Mendelssohn-Manie“. Er galt als treibende Kraft für eine Bach-Renaissance, rettete die Gattung des Oratoriums, komponierte eine Reihe unumstrittener Meisterwerke und erhielt von Schumann den Beinamen „Mozart des 19. Jahrhunderts“. Der Personenkult um ihn wurde in den Jahren nach seinem Tod noch verstärkt. 50 Jahre nach seinem Tod war er jedoch, Zeitströmungen geschuldet, fast vollständig aus dem öffentlichen Gedächtnis getilgt. Dies galt für Deutschland und ebenso, um wenige Jahrzehnte versetzt, für Großbritannien.

#### Kritik ab den 1840er-Jahren
Nicht trennbar vom politischen Rahmen und Wandel (Märzrevolution 1848), in den Wagners Tirade gegen Mendelssohn eingebettet war, galt dessen Musik nach seinem Tod in der Harmonik und Tonalität als wenig innovativ. Man sprach ihr sentimentalen und weichlichen Charakter mit übersichtlich konstruierten, symmetrischen Phrasen und einem Übermaß an rhythmisch vorhersehbaren Melodien zu. Ähnliche Kritik kam auch aus dem Ausland, etwa von Berlioz. Allgemein sprach man zunehmend von gefällig-eleganter und oberflächlicher Musik ohne die Tiefe Beethovens oder Wagners.

#### Antisemitische Hetze und vorurteilsfreie Würdigung im 19. Jahrhundert
Nach seinem Tod wurde Mendelssohn Bartholdy Ziel antisemitischer Propaganda. Den Beginn machte Richard Wagner, der auch von Mendelssohns Kompositionen beeinflusst wurde, mit seinem Pamphlet Das Judenthum in der Musik, das 1850, drei Jahre nach Mendelssohns Tod, zunächst unter einem Pseudonym und dann erweitert 1869 unter seinem Namen erschien. Zum Zeitpunkt der zweiten Veröffentlichung war Wagner bereits ein einflussreicher Komponist, und er „schädigte Mendelssohns Ruf nachhaltig“: Seine Auffassung trug zur Geringachtung des Werkes von Mendelssohn Bartholdy in der zweiten Hälfte des 19. Jahrhunderts bei.
Im 19. Jahrhundert gab es aber auch viele Stimmen, die Mendelssohns Musik und Beitrag zur Musikgeschichte angemessen würdigten und antisemitische Klischees ignorierten. So schrieb August Reissman im Jahr 1867:

„Demgemäß wurde Mendelssohn’s schöpferische Wirksamkeit für die gesammte Kulturentwicklung förderlich durch eine Reihe von ewig gültigen Kunstwerken, welche er schuf; nicht in demselben Maaße auch für Weiterbildung der Kunst, da er nicht eigentlich einen neuen Ton anschlug, der zur Weiterverfolgung anregte. Die Unzahl seiner Nachahmer vermochte nur seinen Kunststyl sich anzueignen, nicht aber denselben in bestimmter Richtung fortzuführen. (…) Durch die hohe Meisterschaft, mit welcher er diese Tonbilder ausführte, brachte er diesen besonderen Zug der Musikentwicklung unserer Zeit auch zum vollendeten Abschluß.“

#### Ablehnung in Großbritannien am Ende des 19. Jahrhunderts
Neben Wagners Kritik zeigte sich ein zweiter Rückschlag in Großbritannien, das gegen Ende des 19. Jahrhunderts bemüht war, das viktorianische Zeitalter zu überwinden. Mendelssohn war ein Sinnbild der viktorianischen Epoche, die auf einer lang anhaltenden deutsch-britischen Freundschaft fußte. Der Künstler genoss die persönliche Bewunderung der Königin. In die Gegenreaktion gegen Ende des 19. Jahrhunderts passte Mendelssohn nicht mehr hinein. Die Encyclopædia Britannica vermerkte 1911, Mendelssohns Ruf sei „bis auf einige wenige unaussprechlich schöne Ausnahmewerke verschwunden“.

#### Frühes 20. Jahrhundert
Ernst Wolff schrieb im Jahr 1905:

„Felix Mendelssohn kann als einer der ersten in diesem Sinne modernen Meister der Tonkunst gelten. Wie er ihre Entwicklung durch seine Tätigkeit als schaffender und ausübender Künstler mächtig gefördert hat, ist längst von der Musikgeschichte gewürdigt; …“

Bei Klassikliebhabern waren Werke wie sein Sommernachtstraum, die Italienische sowie Schottische Sinfonie, das Violinkonzert oder die Lieder ohne Worte immer sehr populär.

#### Nationalsozialistische Feindseligkeit
Nach der Machtübernahme des NS-Regimes im Jahr 1933 wurden die Werke Mendelssohns kaum noch gespielt. Ein offizielles Verbot existierte zwar nicht, die antisemitische Kampagne der Reichsmusikkammer veranlasste aber die meisten Musiker dazu, die Aufführung jüdischer Komponisten von sich aus zu unterlassen, und führte folglich auch zu einer gezielten Ausgrenzung von Mendelssohns Musik. Ein Gegenbeispiel hierzu stellte Wilhelm Furtwängler dar, der im Februar 1934 anlässlich Mendelssohns 125. Geburtstages den Sommernachtstraum aufführte.
Zum Lutherjubiläum 1933 hielt der regimekritische Seminardirektor und spätere Oberkirchenrat Julius Schieder einen Festvortrag in Neustadt an der Aisch, und zu diesem Anlass kam durch örtliche Musiker eine Luther-Hymne von Mendelssohn Bartholdy zur Aufführung.
Die deutschen Komponisten Carl Orff, Julius Weismann, Walter Girnatis und Winfried Zillig wurden aufgefordert, musikalische Alternativen zu Mendelssohn Bartholdys Musik zu Ein Sommernachtstraum zu schreiben. Büsten und Gedenktafeln von Mendelssohn Bartholdy wurden entfernt (z. B. im November 1936 das Mendelssohn-Denkmal vor dem Leipziger Gewandhaus – wogegen Furtwängler öffentlich protestierte).
Der Leipziger Oberbürgermeister Carl Goerdeler trat wegen der Entfernung des Mendelssohn-Denkmals in seiner Abwesenheit von seinem Amt zurück und wurde in der Folge eine der zentralen Figuren des deutschen Widerstands.

#### Erste Jahrzehnte der Nachkriegszeit
Die während der NS-Zeit praktizierte, antisemitisch motivierte Abwertung der Musik Mendelssohns wirkte auch nach 1945 noch einige Jahrzehnte weiter. So wertete der stramm nationalsozialistisch eingestellte und der NSDAP angehörende Musikwissenschaftler Hans Schnoor noch 1973 in seinem Buch Geschichte der Musik die Musik Mendelssohns mit den folgenden, nun aber Propagandabegriffe wie „rassisch“ oder „jüdisch-entartet“ vermeidenden Worten ab:

„Als Rückschlag gegen die ‚Schönrednerei‘ Mendelssohns, die sich im Verlaufe des 19. Jahrhunderts zur inhaltlosen Rhetorik ganzer Geschlechter von ‚Mendelssohnianer‘ verdünnte, zeigten sich etwa hundert Jahre nach der Geburt des Meisters deutliche Symptome schnellen Vergessenwerdens dieser ebenso formal vollendeten, wie inhaltlich doch zu unverbindlichen Kunst; man fing an, von einem Musikwunder ohne seelische Substanz zu sprechen.“

Auch das Themenfeld der antisemitischen Hetze gegen Mendelssohn wurde nach 1945 lange nicht thematisiert. So wird beispielsweise im Brockhaus Riemann Musiklexikon von 1979 im vierseitigen Personeneintrag zu Mendelssohn weder die antisemitische Agitation Wagners noch die nationalsozialistische Hetze gegen den Komponisten von 1933 bis 1945 auch nur mit einem Wort abgehandelt.

#### Rehabilitation in jüngerer Zeit
In der zweiten Hälfte des 20. Jahrhunderts bemühte man sich zunehmend um eine Rehabilitation Mendelssohns. Einen wesentlichen Beitrag zur Rehabilitation leistete dabei Mathieu Lange, Dirigent und langjähriger Direktor der Sing-Akademie zu Berlin. Er entdeckte 1958 im Archiv der Staatsbibliothek Berlin zehn unbekannte Jugendwerke Mendelssohns, erkannte deren herausragende Qualität und brachte sie ab 1959 u. a. bei den Berliner Festwochen zur Aufführung. Eine Fülle von Primärquellen inklusive tausender an ihn gerichteter Briefe wurden gesichtet. Die polarisierende Gegenüberstellung Mendelssohns etwa zu Beethoven oder Wagner wurde zugunsten differenzierterer Betrachtungen relativiert. Man erkennt zunehmend eine „breit gefächerte Ästhetik“ im Gesamtwerk Mendelssohns, die neue und andersartige Bewertungen zulässt.

## Mendelssohn-Preise

### Mendelssohn Scholarship (Vereinigtes Königreich)
Seit 1856 vergibt die Mendelssohn Scholarship Foundation, die an die Royal Academy of Music angebunden ist, unregelmäßig Stipendien zur Förderung der Ausbildung von Musikern. Anfangs wurde mit dem Geld eine Zusatzausbildung am Leipziger Konservatorium finanziert. Der erste Preisträger war Arthur Sullivan.

### Felix-Mendelssohn-Bartholdy-Preis (Berlin)
Der Felix-Mendelssohn-Bartholdy-Preis der Stiftung Preußischer Kulturbesitz in Berlin ist der älteste Preis für klassische Musiker in Deutschland. Er steht in Nachfolge des Mendelssohn-Preises, der von 1879 bis 1936 vom preußischen Staat gestiftet wurde.

### Internationaler Mendelssohn-Preis zu Leipzig
Der Internationale Mendelssohn-Preis zu Leipzig (bis 2009: Leipziger Mendelssohn-Preis) wird seit dem Jahr 2007 durch die Felix-Mendelssohn-Bartholdy-Stiftung im Gewandhaus zu Leipzig verliehen. Er kann in drei Kategorien vergeben werden: Musik, Bildende Kunst und Gesellschaftliches Engagement.

### Geschwister-Mendelssohn-Medaille
Die Geschwister-Mendelssohn-Medaille wird jährlich vom Chorverband Berlin in Zusammenarbeit mit der Mendelssohn-Gesellschaft in der Mendelssohn-Remise in Berlin-Mitte für herausragende Verdienste um das Berliner Laienchorschaffen vergeben.

## Werke und Werkverzeichnisse
Die Werke des Komponisten sind in zwei Werkverzeichnissen erschlossen. Ein Verzeichnis von 1882 listet 350 Kompositionen auf. Am 26. August 2009 wurde ein neues, wissenschaftliches Werkverzeichnis – das Mendelssohn-Werkverzeichnis (MWV) – mit 750 Kompositionen in 26 Gruppen von der Mendelssohn-Forschungsstelle der Sächsischen Akademie der Wissenschaften veröffentlicht. Auch die Sammelhandschriften und -drucke von Mendelssohn Bartholdys Werken sind enthalten. In einem Anhang zum Verzeichnis werden Werke mit zweifelhafter Autorenschaft und seine Bearbeitungen fremder Werke angeführt.

## Aufnahmen
- Penelope Crawford. Felix Mendelssohn „The Young Felix Mendelssohn“. Conrad Graf 1835, Hammerflügel
- Ronald Brautigam. Felix Mendelssohn „Piano Concertos“. Hammerflügel nach Pleyel 1830 von Paul McNulty
- Sergei Istomin, Viviana Sofronitsky. Felix Mendelssohn „Complete Works for Cello and Pianoforte“. Hammerflügel nach Conrad Graf 1819 von Paul McNulty
- Riko Fukuda, Tobias Koch. Chopin, Mendelssohn, Moscheles, Hiller, Liszt „Grand duo Œuvres pour duo de pianofortes“. Conrad Graf 1830 und 1845, Hammerflügeln

## Briefe
- Felix Mendelssohn Bartholdy Correspondence (FMB-C): Historisch-kritische Online-Edition sämtlicher Briefe und Gegenbriefe (14.000 Briefe). Wissenschaftliche Konzeption: Uta Wald, Ulrich Taschow; technische Konzeption: Ulrich Taschow, Berlin 2017ff.
- Felix Mendelssohn Bartholdy: Briefe. Hrsg.: Rudolf Elvers. Fischer Taschenbuch, Frankfurt am Main 1984, ISBN 3-596-22142-0.
- Felix Mendelssohn Bartholdy: Sämtliche Briefe in 12 Bänden. Auf Basis der von Rudolf Elvers angelegten Sammlung herausgegeben von Helmut Loos und Wilhelm Seidel. Bärenreiter, Kassel.
  - Band 1: 1816 bis Juni 1830, Kassel 2008[66]
  - Band 2: Juli 1830 bis Juli 1832. 2009.
  - Band 3: August 1832 bis Juli 1834. 2010.
  - Band 4: August 1834 bis Juni 1836. 2011.
  - Band 5: Juli 1836 bis Januar 1838. 2012.
  - Band 6: Februar 1838 bis September 1839. 2012[67]
  - Band 7: Oktober 1839 bis Februar 1841. 2013.
  - Band 8: März 1841 bis August 1842. 2013.
  - Band 9: September 1842 bis Dezember 1843. 2015.
  - Band 10: Januar 1844 bis Juni 1845, 2016
  - Band 11: Juli 1845 bis Januar 1847. 2016.
  - Band 12: Februar 1847 bis November 1847 sowie Gesamtregister der Bände 1 bis 12. 2017.
- Felix Mendelssohn Bartholdy: Briefe. Verlag für Berlin-Brandenburg, Potsdam 1997, ISBN 3-930850-68-0 (Faksimiledruck der 1861 und 1863 im Verlag Hermann Mendelssohn veröffentlichten Brief-Bände).
  - Band 1: Reisebriefe aus den Jahren 1830 bis 1832
  - Band 2: Briefe aus den Jahren 1833 bis 1847
- Briefe von Felix Mendelssohn-Bartholdy an Ignaz und Charlotte Moscheles. Duncker & Humblot, Leipzig 1888, urn:nbn:de:hbz:061:1-75643.
- Regina Back: „Freund meiner MusikSeele“. Felix Mendelssohn Bartholdy und Carl Klingemann im brieflichen Dialog. Bärenreiter, Kassel 2014, ISBN 978-3-7618-2299-9.[68]
- Robert und Clara Schumann im Briefwechsel mit der Familie Mendelssohn. Hrsg. von Kristin R. M. Krahe, Katrin Reyersbach und Thomas Synofzik (= Schumann-Briefedition, Serie II, Band 1), Dohr, Köln 2009, S. 29–308.

## Sekundärliteratur
- Eka Donner: Felix Mendelssohn Bartholdy. Aus der Partitur eines Musikerlebens. Droste, Düsseldorf 1992, ISBN 3-7700-0989-4.
- Johannes Forner: Das Wunder Mendelssohn: Porträt eines großen Musikers. Faber & Faber, Leipzig 2009, ISBN 978-3-86730-090-2.
- Martin Geck: Felix Mendelssohn Bartholdy. Rowohlt, Reinbek 2009, ISBN 978-3-499-50709-0.
- Matthias Geuting (Hrsg.): Felix Mendelssohn Bartholdy: Interpretationen seiner Werke. Laaber, Laaber 2016, ISBN 978-3-89007-505-1.
- Susanna Großmann-Vendrey: Felix Mendelssohn Bartholdy und die Musik der Vergangenheit (= Studien zur Musikgeschichte des 19. Jahrhunderts. Band 17). Gustav Bosse, Regensburg 1969.
- Peter Gülke: Felix Mendelssohn Bartholdy. „Der die Widersprüche der Zeit am klarsten durchschaut“. Bärenreiter/Metzler, Kassel / Stuttgart 2017, ISBN 978-3-476-04540-9.
- Heinrich Eduard Jacob: Felix Mendelssohn und seine Zeit: Bildnis und Schicksal eines Meisters. Unveränderter Nachdruck der 1. Auflage. Fischer Taschenbuchverlag, Frankfurt am Main 2016, ISBN 978-3-596-30862-0 (Erstausgabe:  1959).
- Hans-Günter Klein: Die Musikveranstaltungen bei den Mendelssohns – Ein „musikalischer Salon“? Die Referate des Symposions am 2. September 2006 in Leipzig. In: Hans-Günter Klein im Auftrag des Mendelssohn-Hauses (Hrsg.): Leipzig – Musik und Stadt – Studien und Dokumente. Band 2, 2006, ISBN 3-00-020514-4 (Mit Beiträgen von Barbara Hahn, Petra Wilhelmy-Dollinger, Wolfgang Dinglinger, Hans-Günter Klein, Ralf Wehner).
- Hans-Günter Klein (Hrsg.): Felix Mendelssohn Bartholdy. Ein Almanach. Henschel-Verlag, Leipzig 2008, ISBN 978-3-89487-619-7.
- Eckart Kleßmann: Die Mendelssohns. Bilder aus einer deutschen Familie. Artemis, Zürich/München 1990, ISBN 3-7608-1020-9.
- Wulf Konold: Felix Mendelssohn Bartholdy und seine Zeit. 3. Auflage. Laaber-Verlag, Laaber 2013, ISBN 978-3-921518-82-3 (Erstausgabe:  1984).
- Thomas Lackmann: Das Glück der Mendelssohns. Geschichte einer deutschen Familie. Aufbau-Verlag, Berlin 2005, ISBN 3-351-02600-5.
- Johann Christian Lobe: Ein Quartett bei Goethe. In: Die Gartenlaube. 1867, S. 4–8 (Volltext [Wikisource] – Der junge Mendelssohn-Bartholdy bei Goethe – Originalzeichnung von C. Döpler).
- Elise Polko: Erinnerungen an Felix Mendelssohn-Bartholdy: Ein Künstler- u. Menschenleben. Brockhaus, Leipzig 1868.
- Johannes Popp: Reisen zu Felix Mendelssohn Bartholdy. Stationen seines Lebens und Wirkens. Westkreuz-Verlag, Berlin/Bonn 2008, ISBN 978-3-939721-01-7.
- Robert Schumann: Erinnerungen an Felix Mendelssohn-Bartholdy. (Wikisource – ca. 1848).
- Peter Sühring: Felix Mendelssohn. Der (un)vollendete Tonkünstler. Hentrich & Hentrich, Berlin 2018, ISBN 978-3-95565-285-2., 2. Auflage online
- Peter Sutermeister: Felix Mendelssohn Bartholdy. Briefe einer Reise durch Deutschland, Italien und die Schweiz. Niehans, Zürich 1958.
- Ralph Larry Todd: Mendelssohn: Sein Leben – seine Musik. Carus-Verlag, Stuttgart 2008, ISBN 978-3-89948-098-6.
- Eric Werner: Mendelssohn. Leben und Werk in neuer Sicht. Atlantis Musikbuch-Verlag, Zürich 1980, ISBN 3-7611-0571-1.
- Hans Christoph Worbs: Mendelssohn Bartholdy (= rororo-Bildmonographie. rm 215). Rowohlt Verlag, Reinbek 1974, ISBN 3-499-50215-1.
- Karl Dienst: Mendelssohn Bartholdy, Felix. In: Biographisch-Bibliographisches Kirchenlexikon (BBKL). Band 5, Bautz, Herzberg 1993, ISBN 3-88309-043-3, Sp. 1254–1255 (bartholdy_f.shtml Artikel/Artikelanfang im Internet-Archive).

Nachschlagewerke
- Friedhelm Krummacher, Ralph Wehner: Mendelssohn, Felix (Jacob Ludwig). In: Ludwig Finscher (Hrsg.): Die Musik in Geschichte und Gegenwart. Zweite Ausgabe, Personenteil, Band 11 (Lesage – Menuhin). Bärenreiter/Metzler, Kassel u. a. 2004, ISBN 3-7618-1121-7 (Online-Ausgabe, für Vollzugriff Abonnement erforderlich)
- Christoph Schwingenstein: Mendelssohn Bartholdy, Felix. In: Neue Deutsche Biographie (NDB). Band 17, Duncker & Humblot, Berlin 1994, ISBN 3-428-00198-2, S. 53–58 (Digitalisat).
- Salomon Wininger: Große jüdische National-Biographie. Band 4, 1929.

Zur Rezeption
- Fred K. Prieberg: Handbuch Deutsche Musiker 1933–1945. CD-ROM-Lexikon, Kiel 2009, 2. Auflage, S. 4870–4893. online
- Elisabeth Reda: Erinnerung und Gedächtnis in der Diktatur. Dekanonisierung Felix Mendelssohn Bartholdys unter dem Hakenkreuz? In: Lena Nieper, Julian Schmitz (Hrsg.): Musik als Medium der Erinnerung. Gedächtnis – Geschichte – Gegenwart (= Musik und Klangkultur. 17). transcript, Bielefeld 2016, ISBN 978-3-8376-3279-8, S. 137–155.
- Willi Reich (Hrsg.): Felix Mendelssohn im Spiegel eigener Aussagen und zeitgenössischer Dokumente. Manesse Verlag, Zürich 1987, ISBN 3-7175-1281-1.
- Yvonne Wasserloos: Heros und Schandfleck. Die Denkmäler für Felix Mendelssohn Bartholdy in England und Deutschland 1860 bis 1936. In: Die Tonkunst. Nr. 3, 2009, ISSN 1863-3536, S. 467–478.
- Yvonne Wasserloos: Damnatio memoriae. Die städtische Kulturpolitik und die Demontage des Mendelssohn-Denkmals in Leipzig. In: Sabine Mecking, Andreas Wirsching (Hrsg.): Stadtverwaltung im Nationalsozialismus. Systemstabilisierende Dimensionen kommunaler Herrschaft. Paderborn/München/Wien/Zürich 2005, ISBN 3-506-79608-9, S. 139–179.
- Yvonne Wasserloos: Verehrung und Verfemung: Das Mendelssohn-Denkmal in Düsseldorf. In: Bernd Kortländer (Hrsg.): „Übrigens gefall ich mir prächtig hier“. Felix Mendelssohn Bartholdy in Düsseldorf. Ausstellungskatalog. Düsseldorf 2009, ISBN 978-3-936698-11-4, S. 150–163.
- Yvonne Wasserloos: Im Schatten. Düsseldorfs Verhältnis zu Mendelssohn vor und nach 1945. In: Andreas Ballstaedt, Volker Kalisch, Bernd Kortländer (Hrsg.): Bürgerlichkeit und Öffentlichkeit. Mendelssohns Wirken in Düsseldorf. Ed. Argus, Schliengen/Markgräferland 2012, ISBN 978-3-931264-62-8, S. 169–184.

Mendelssohn-Studien
- Cécile Lowenthal-Hensel, Rudolf Elvers, Hans-Günter Klein, Christoph Schulte (Hrsg.): Mendelssohn-Studien für die Mendelssohn-Gesellschaft. ISSN 0340-8140 (Übersicht [abgerufen am 21. Juli 2015] seit 1972).

Romane
- Pierre LaMure: Jenseits des Glücks. Der romantische Lebensroman des Felix Mendelssohn-Bartholdy. Scherz Verlag, München 1987.
- Thea Derado: Fanny Mendelssohn Hensel. Aus dem Schatten des Bruders. Kaufmann, Lahr 2005, ISBN 3-7806-5304-4 (Romanbiografie – schildert Felix Mendelssohn aus dem Blickwinkel seiner älteren Schwester).
- Christa Holtei: Das Spiel der Täuschung. Düsseldorf 1834. Droste Verlag, Düsseldorf 2015, ISBN 978-3-7700-1542-9 (Historischer Roman über Felix Mendelssohn Bartholdys Wirken als Musikdirektor in Düsseldorf).

## Film
- Felix Mendelssohn Bartholdy – Der Schmerz des Glücks. Ein Komponistenleben zwischen Tragik und Triumph. 45 Minuten; Regie: Eva Jobst; MDR Fernsehen; Erstausstrahlung: 8. Februar 2009.
- Die Hebriden, Annäherung an eine Musik von Felix Mendelssohn-Bartholdy, Ein Film von Vera Botterbusch, 45 Min. BR 1980